# قصر المنتزه
قصر المنتزه هو مجمع للقصور الملكية بمصر يقع على مساحة 370 فدان في حي ثان المنتزة شرق مدينة الإسكندرية في مصر، يضم قصرين هما قصر السلاملك الذي بناه الخديوي عباس حلمي الثاني سنة 1892 ليكون استراحة له، وقصر الحرملك والذي بناه الملك فؤاد الأول سنة 1925 ليكون مقر الإقامة الصيفية للأسرة الملكية، كما يضم عدة منشأت وفنادق سياحية أخرى.

## التاريخ
أقيم قصر وحدائق المنتزه منذ أكثر من مائة عام حيث أمر الخديوي عباس حلمي الثاني ببنائها سنة 1892 في منطقة كانت مهجورة ومنعزلة آنذاك، أعجب الخديوي عباس حلمي الثاني بالمنطقة حين كان يتنزه علي شاطئها برفقة فرقة موسيقية كانت تعزف وقتها وقرر أن تضم المنطقة قصرا وحدائق للاصطياف. وأشرف الخديوي بنفسه على تنظيم الحديقة الغنّّاء وأطلق عليها وعلى القصر مسمى واحداً هو قصر السلاملك. ثم قام الملك فؤاد الأول سنة 1925 ببناء قصر الحرملك على الطراز الإيطالي، على يد المهندس الإيطالي فيروتشي والمهندس المصري حسن باشا العدوي، يوجد داخل أسوار قصر المنتزه منشأت سياحية أنشئت بعد الثورة المصرية لخدمة رواد الحدائق من العامة ومنها مطاعم ومركز سياحي متكامل وملاعب وشاليهات. تطل حدائق المنتزه علي خمس شواطئ هي عايدة كليوباترا فينيسيا وسميراميس إضافة الي شاطئ خاص بفندق هلنان فلسطين والذي يحوي مركزا للألعاب المائية والغوص.
استمرت الأسرة العلوية في الاهتمام بالقرص والحدائق واعتبارها مصيفاً رئيسياً للأسرة المالكة حتى عصر فاروق الأول آخر ملوك الأسرة العلوية في مصر.. إلى أن قامت ثورة 23 يوليو والتي قامت بفتح حدائق وشواطئ المنتزه لعامة الشعب. أما قصر السلاملك فقد تحول إلى فندق راقي بينما فتح قصر الحرملك في أعقاب الثورة أمام الجماهير للزيارة قبل أن ينضم إلى مجموعة قصور رئاسة الجمهورية ليقيم فيه ضيوف مصر من الرؤساء والملوك. وفي عام 1964م. أقيم فندق أطلق عليه اسم «فندق فلسطين» حيث يطل على الخليج الساحر.. ليشهد إقامة ثاني قمة عربية احتضنتها مصر في الإسكندرية (من 5- 11 سبتمبر 1964م).. وكانت القمة العربية الأولى قد عقدت بالقاهرة في يوم 13 يناير من نفس العام 1964م.

## منشأت القصر
يضم القصر العديد من المنشأت هي:
- قصر السلاملك بناه الخديوي عباس حلمي الثاني عام 1892 ليكون أستراحة له ولصديقته المجرية الكونتيسة «ماي توروك هون زندو» والتي تزوجها فيما بعد وعرفت باسم جويدان هانم.[3]
- قصر الحرملك بناه الملك فؤاد الأول سنة 1925 على الطراز الإيطالي، على يد المهندس الإيطالي فيروتشي والمهندس المصري حسن باشا العدوي، وأمر الملك فؤاد الأول بإنشاء هذا القصر بخلاف قصر السلاملك لتكون المقر الملكي للعائلة المالكة لقضاء فصل الصيف.
- فندق فلسطين فندق من فئة الخمسة نجوم، أنشأ سنة 1964، وتمتلكه الشركة المصرية العامة للسياحة والفنادق - إيجوث
- فنار المنتزه
- الصوبة الملكية.
- طاحونة الهواء.
- صهريج المياه.
- برج الساعة.
- كشك الشاي.
- كشك الموسيقى.
- عدة شواطئ.
- البحيرة الصناعية.
- جراج القطار الملكي.

## معرض الصور

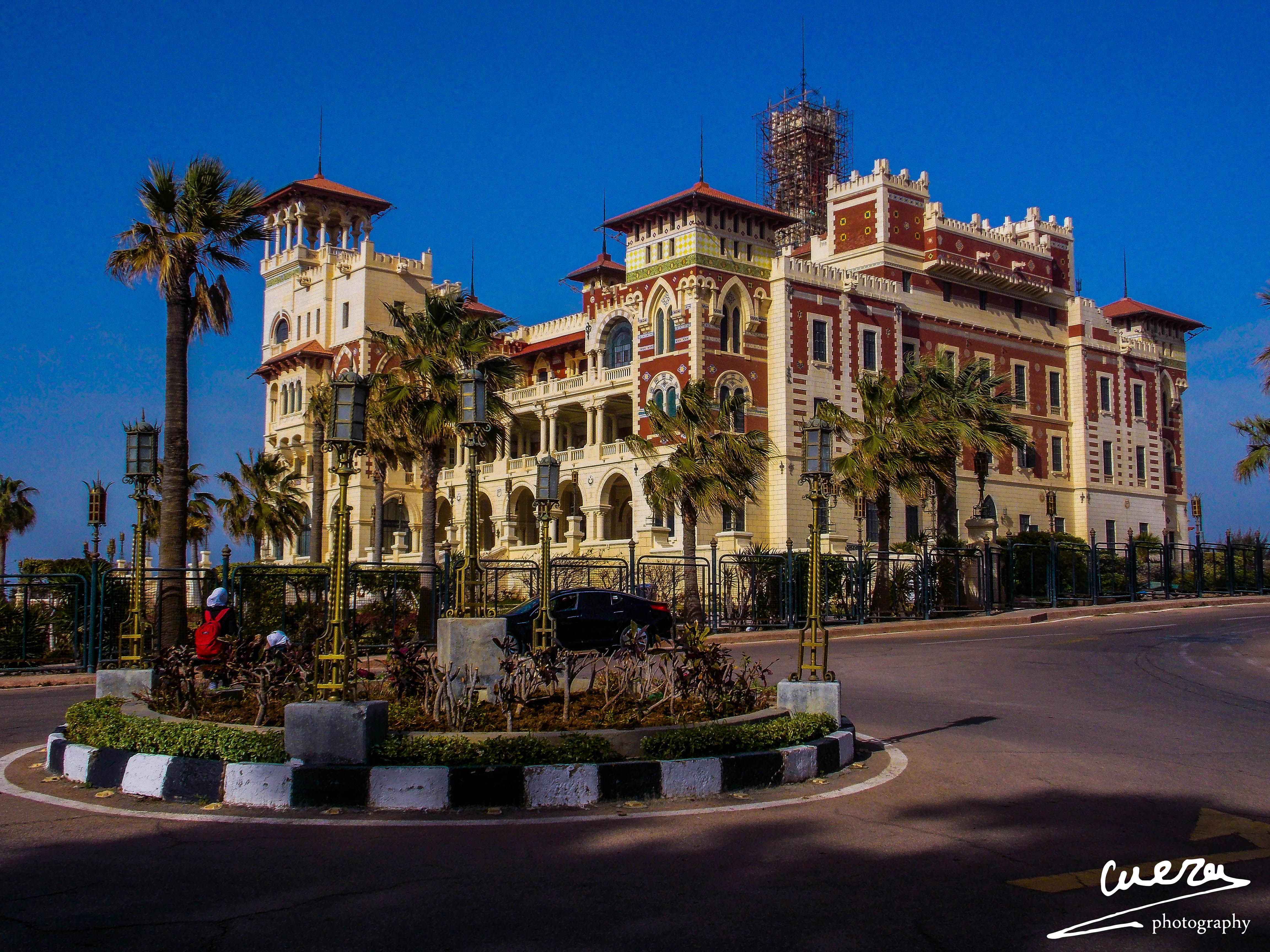
قصر الحرملك
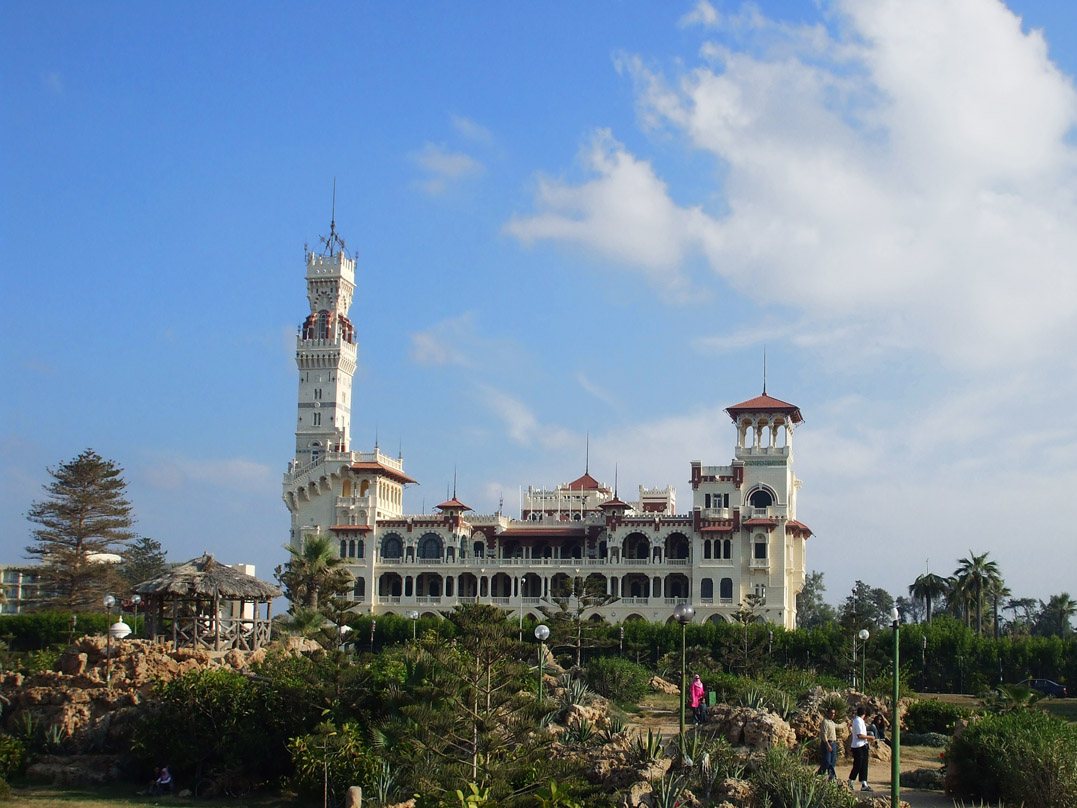
قصر الحرملك
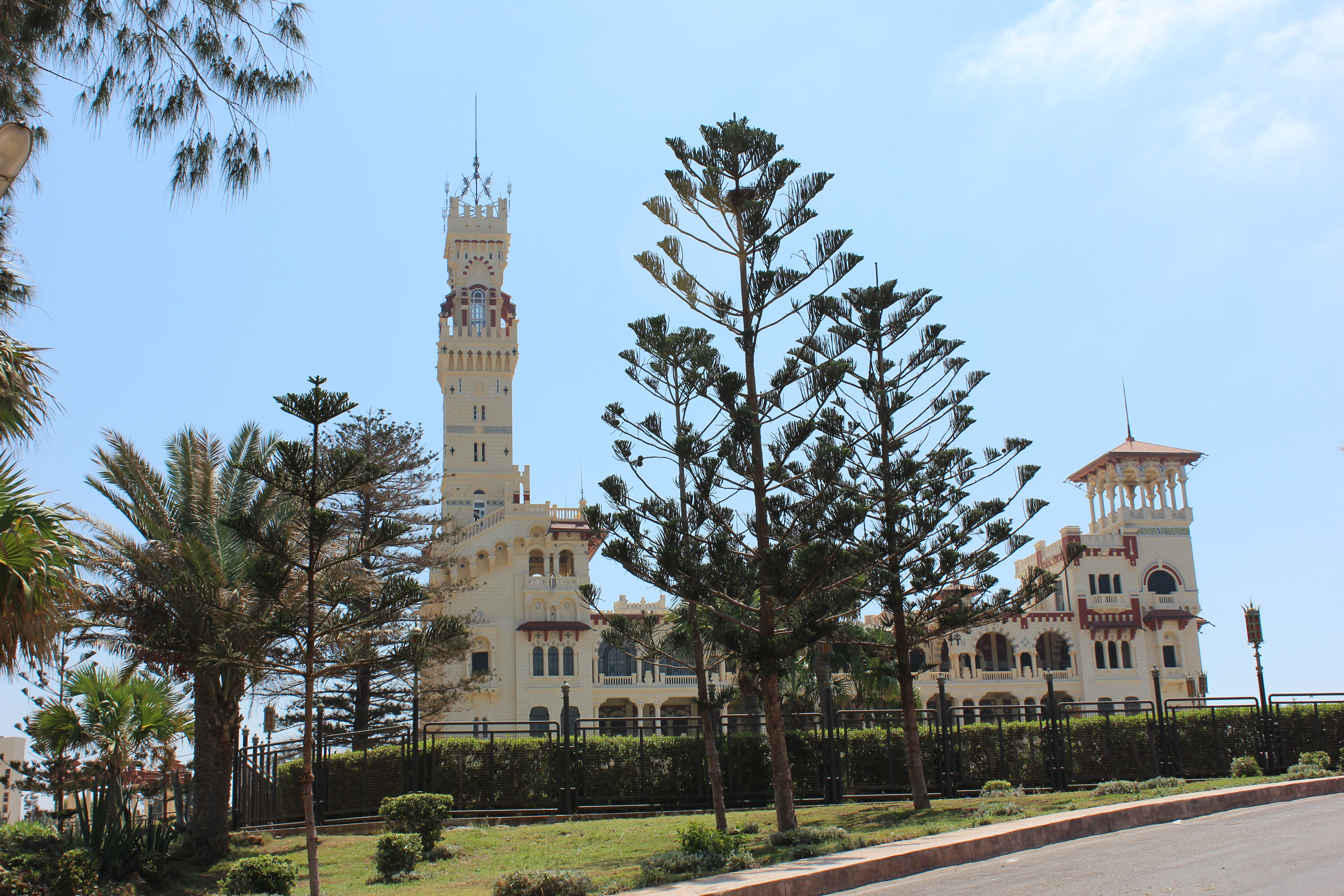
قصر الحرملك
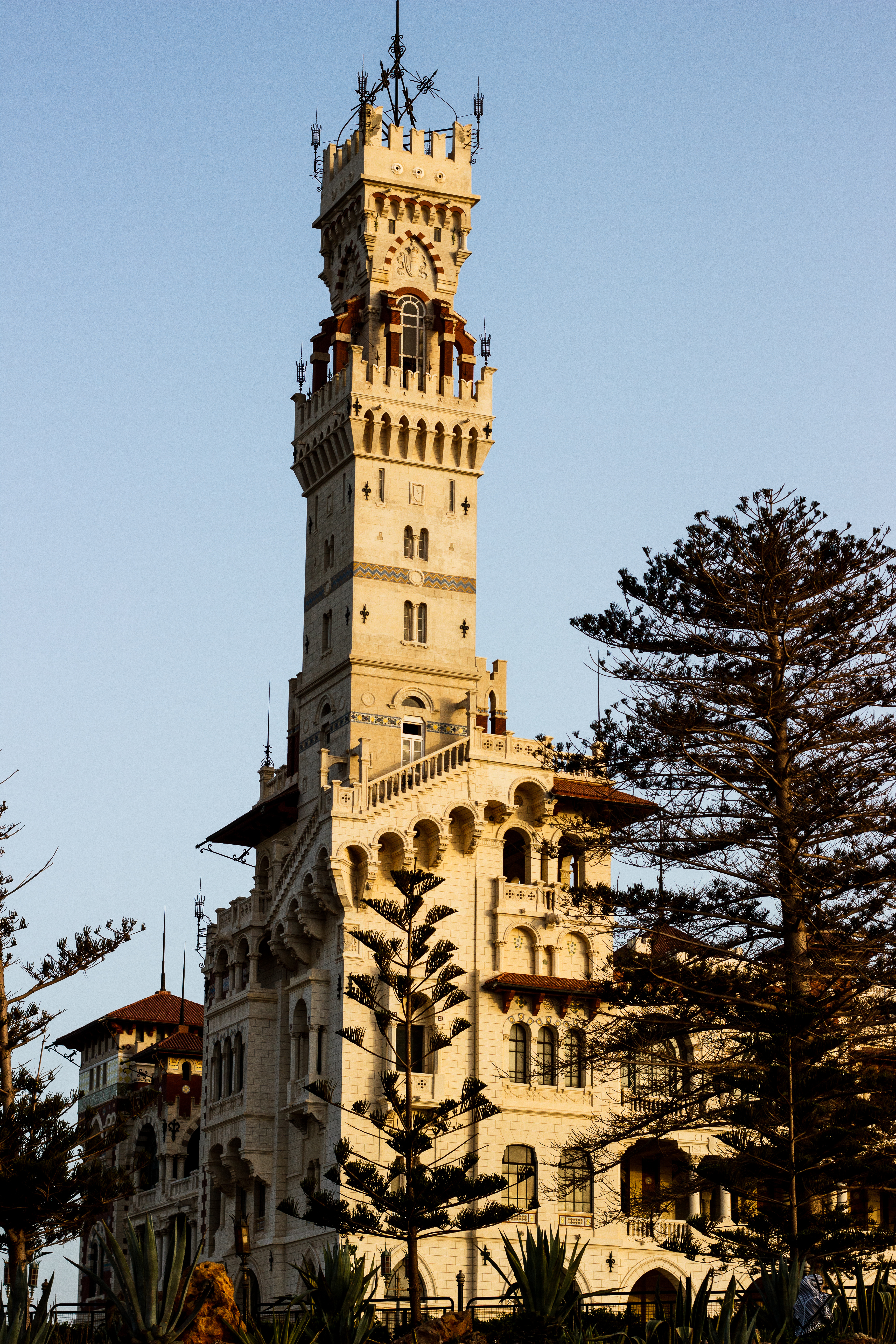
قصر الحرملك
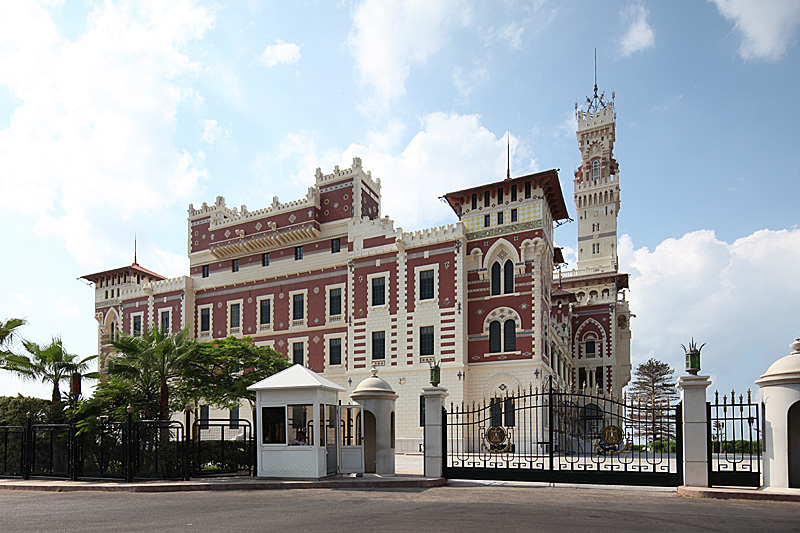
قصر الحرملك
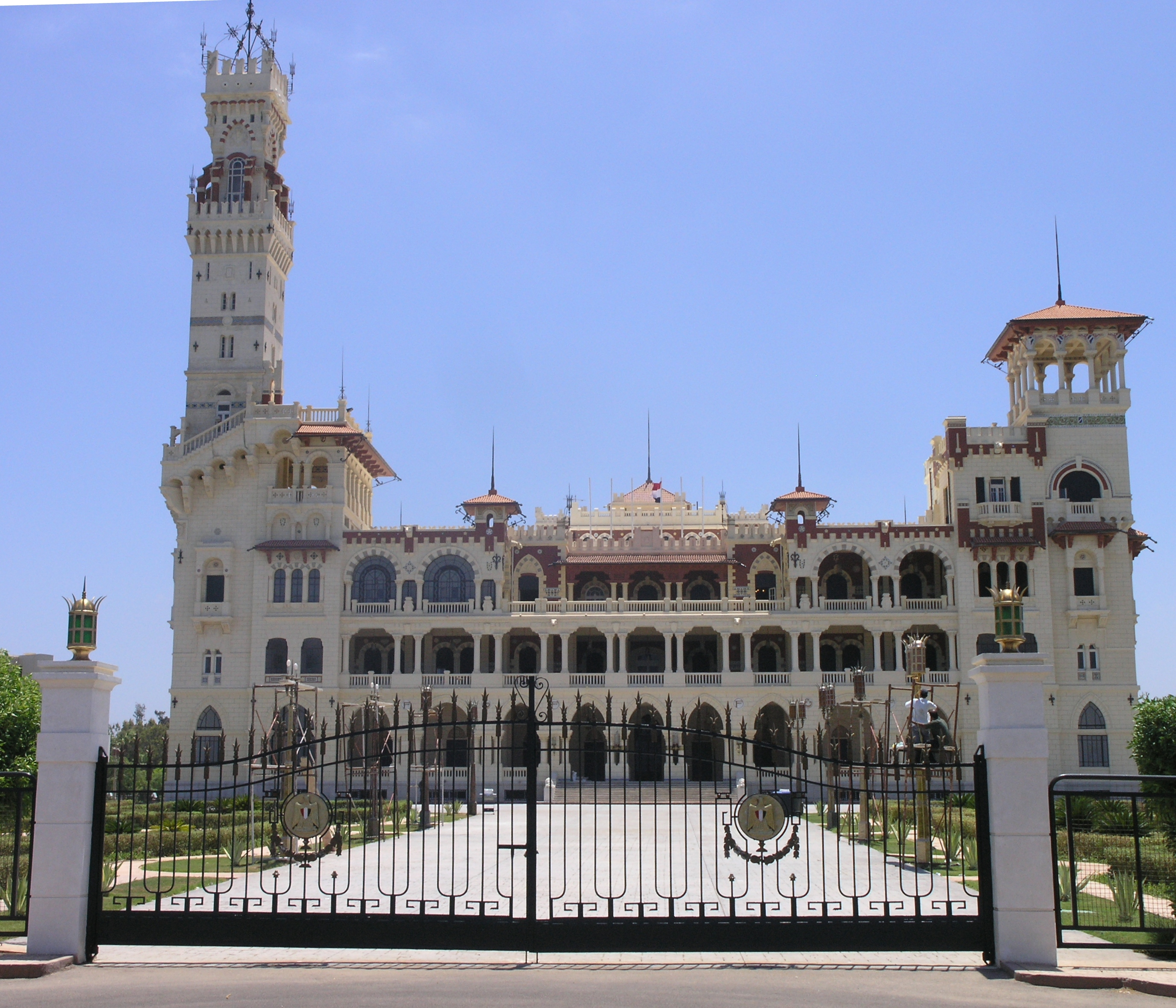
قصر الحرملك
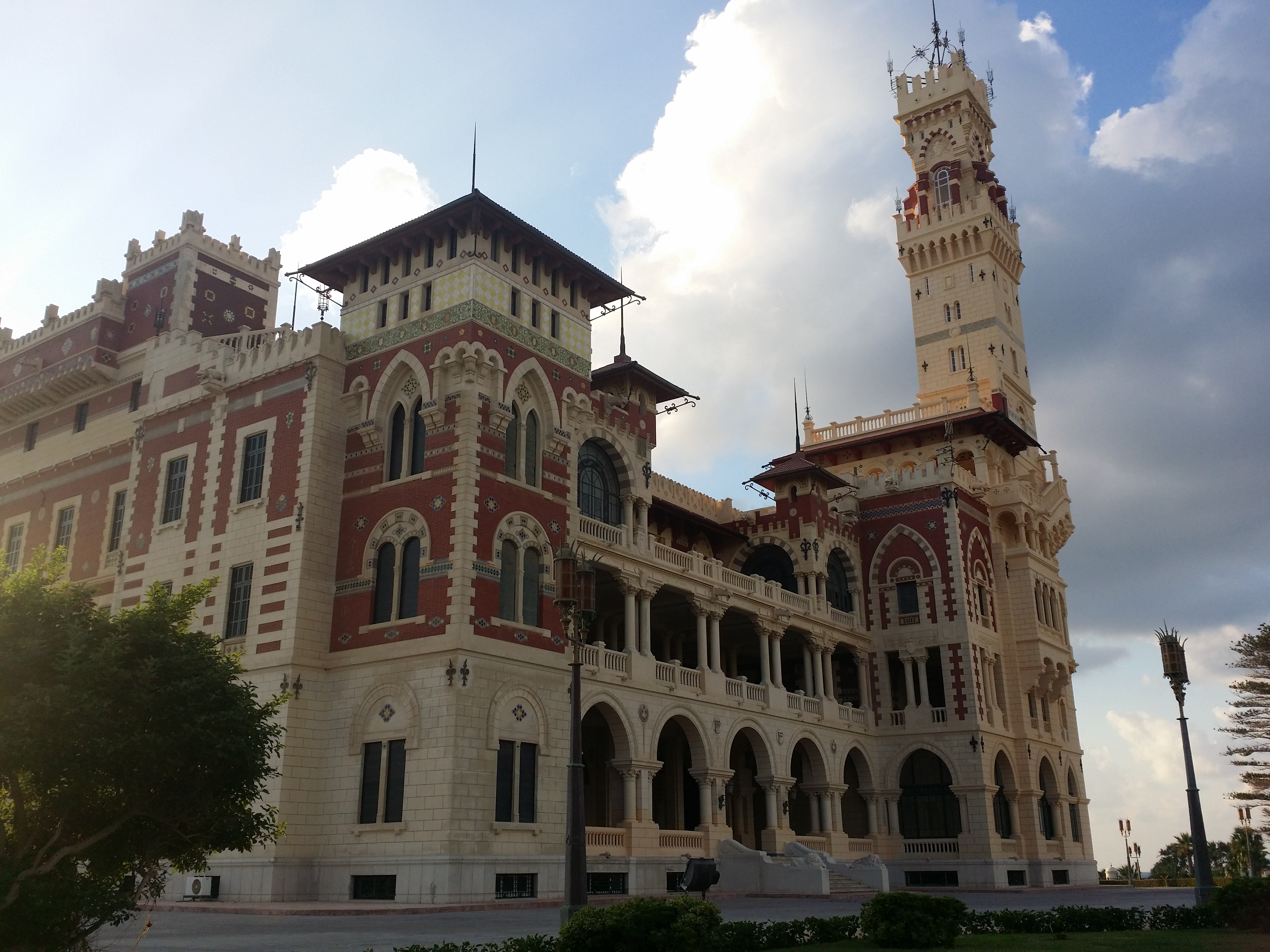
قصر الحرملك
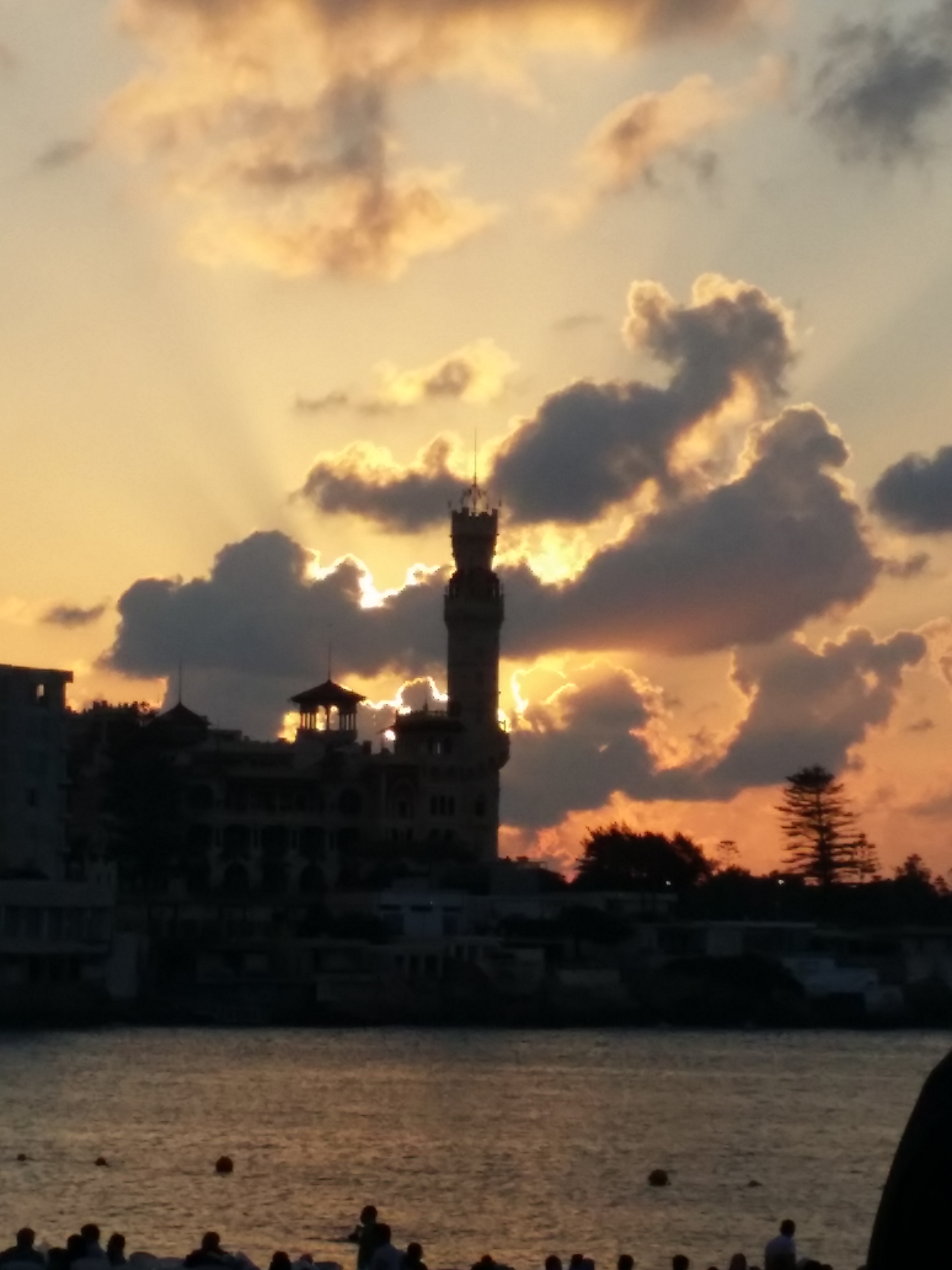
قصر الحرملك
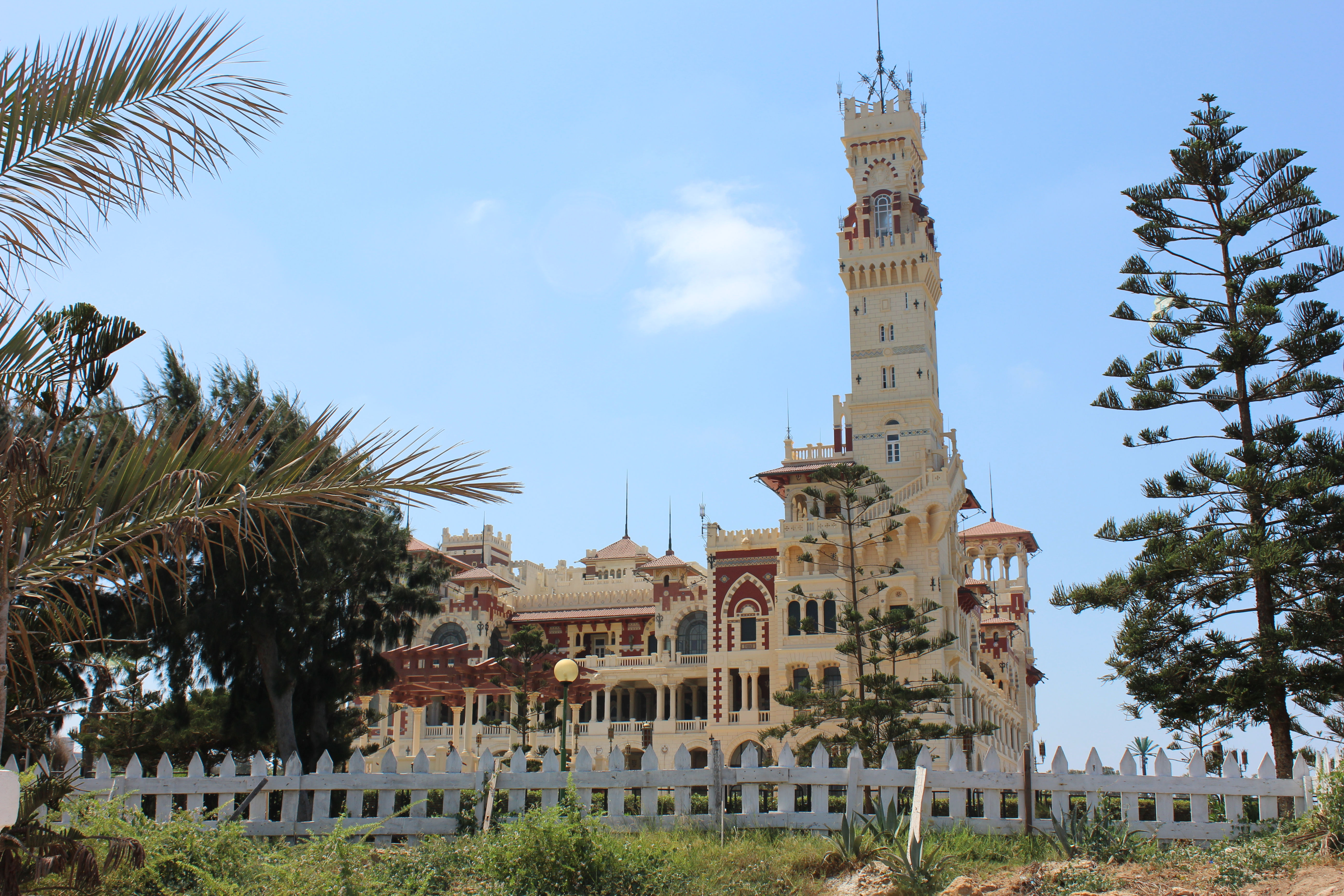
قصر الحرملك
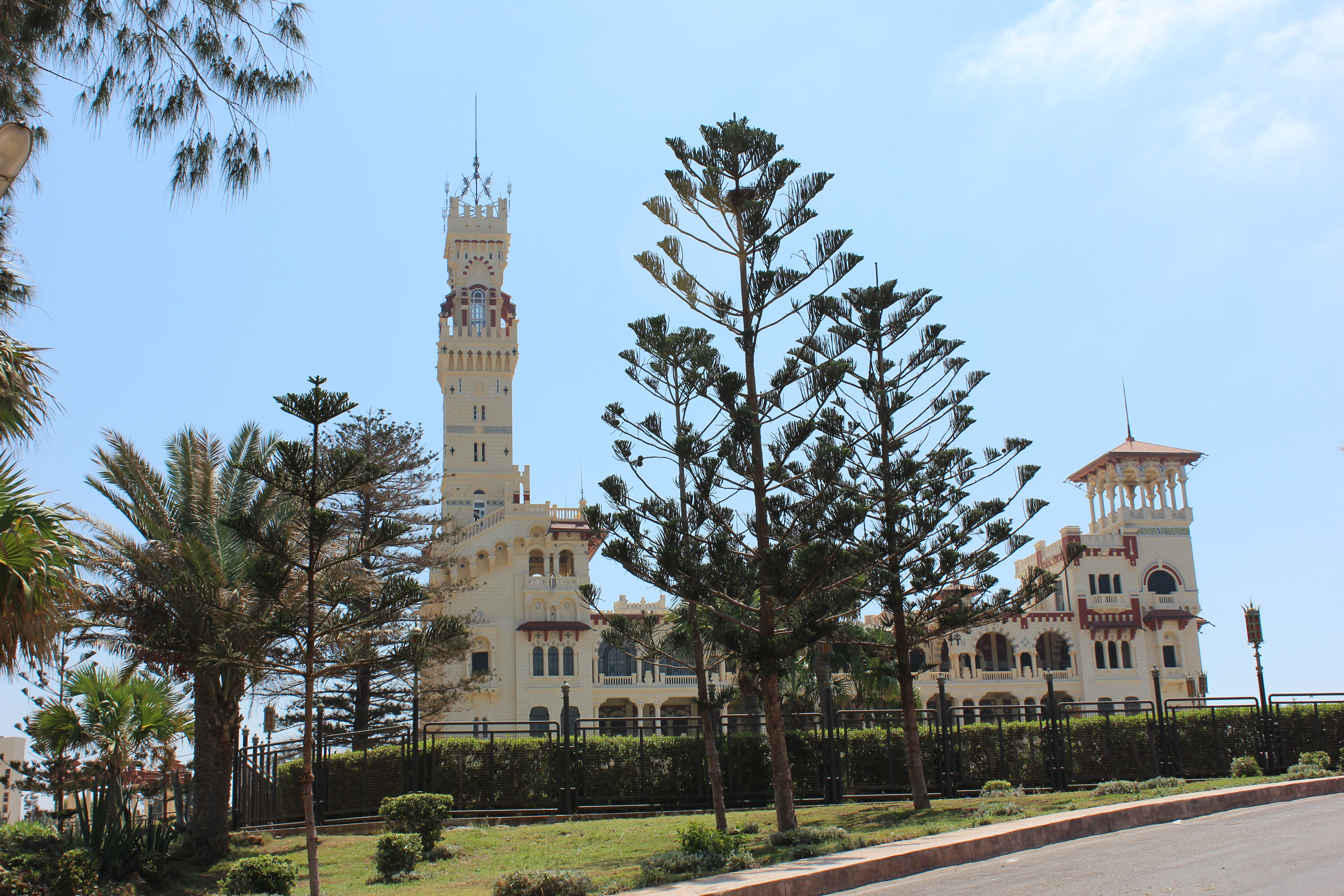
قصر الحرملك
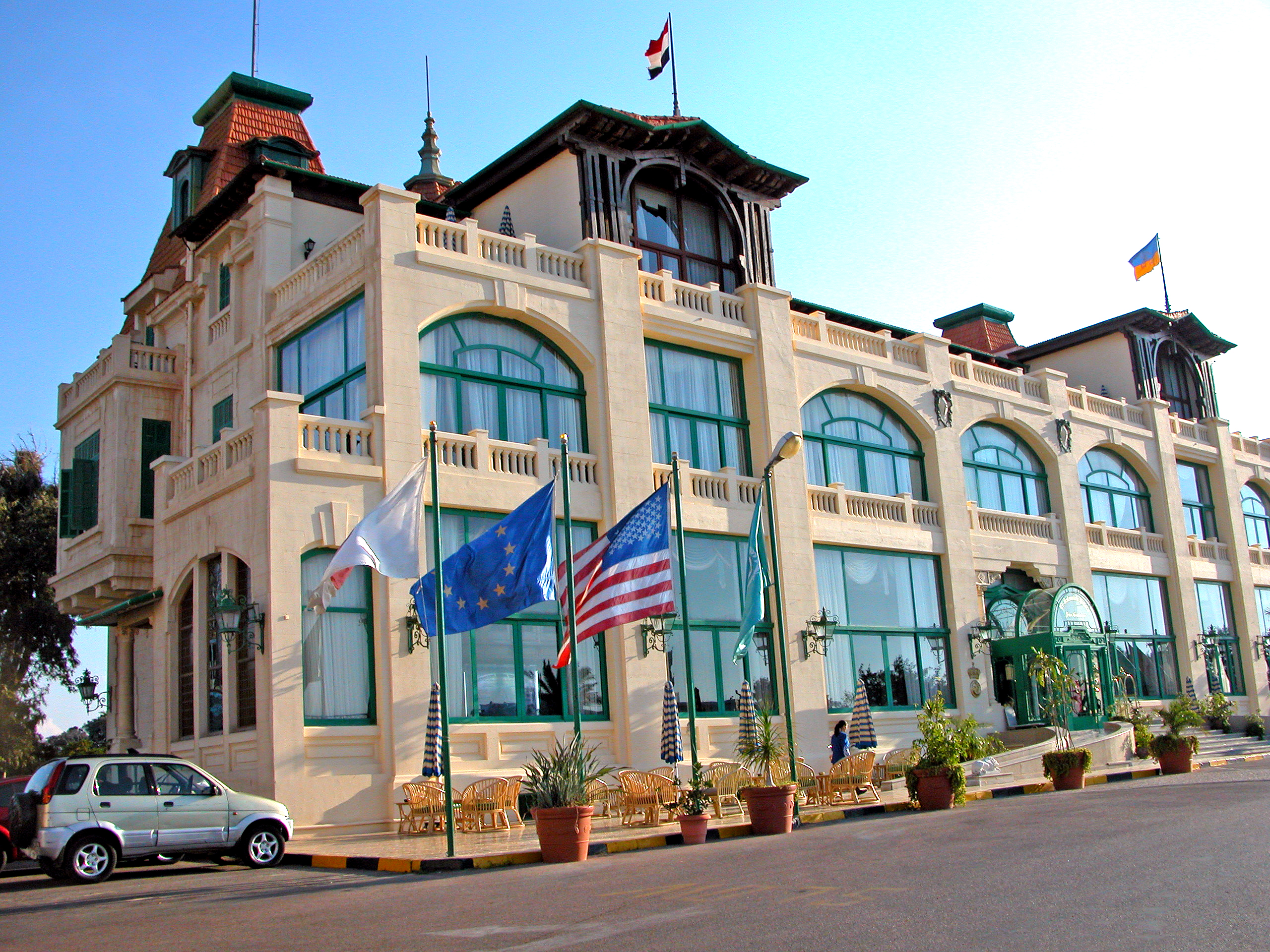
قصر السلاملك
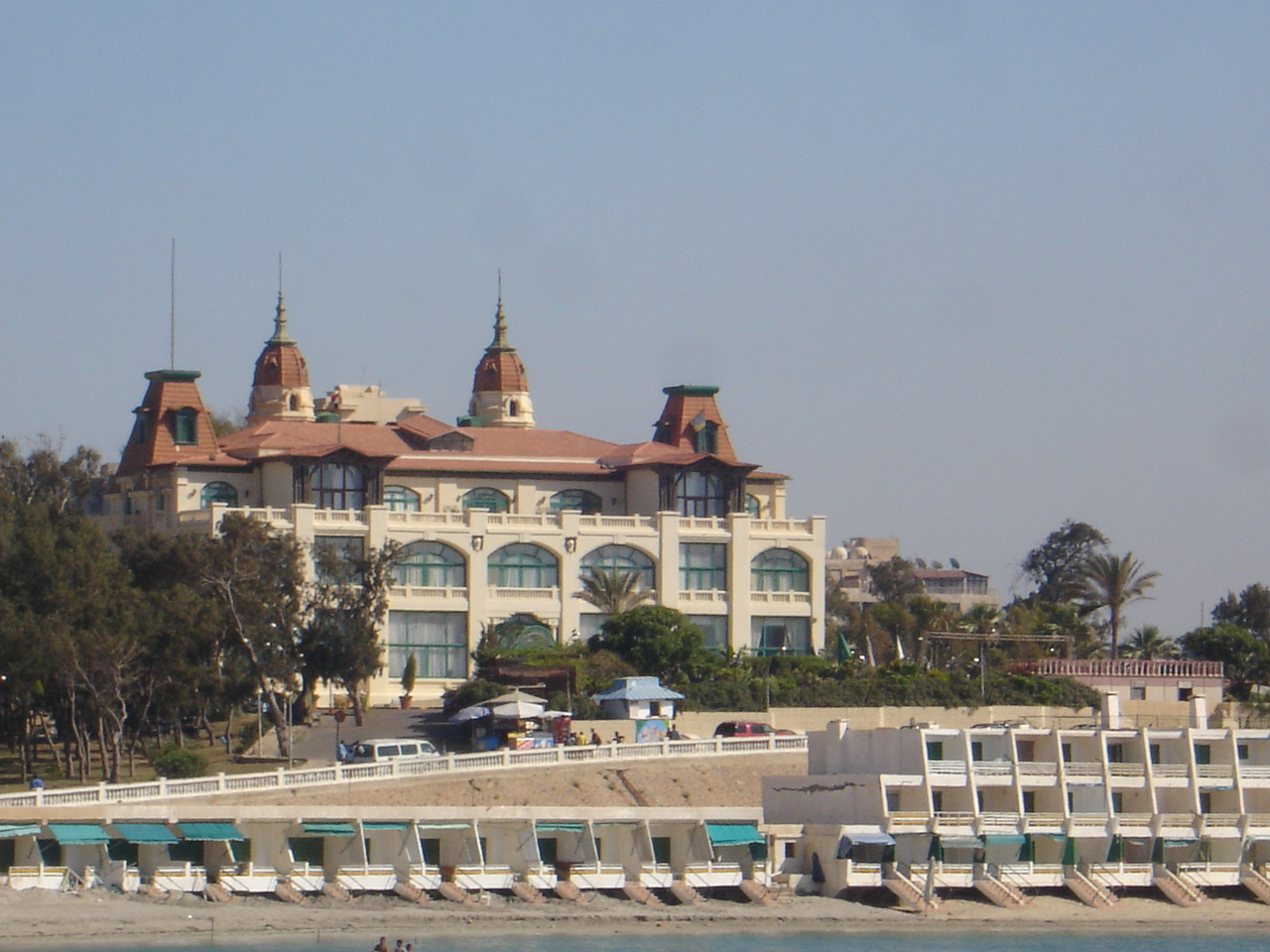
قصر السلاملك
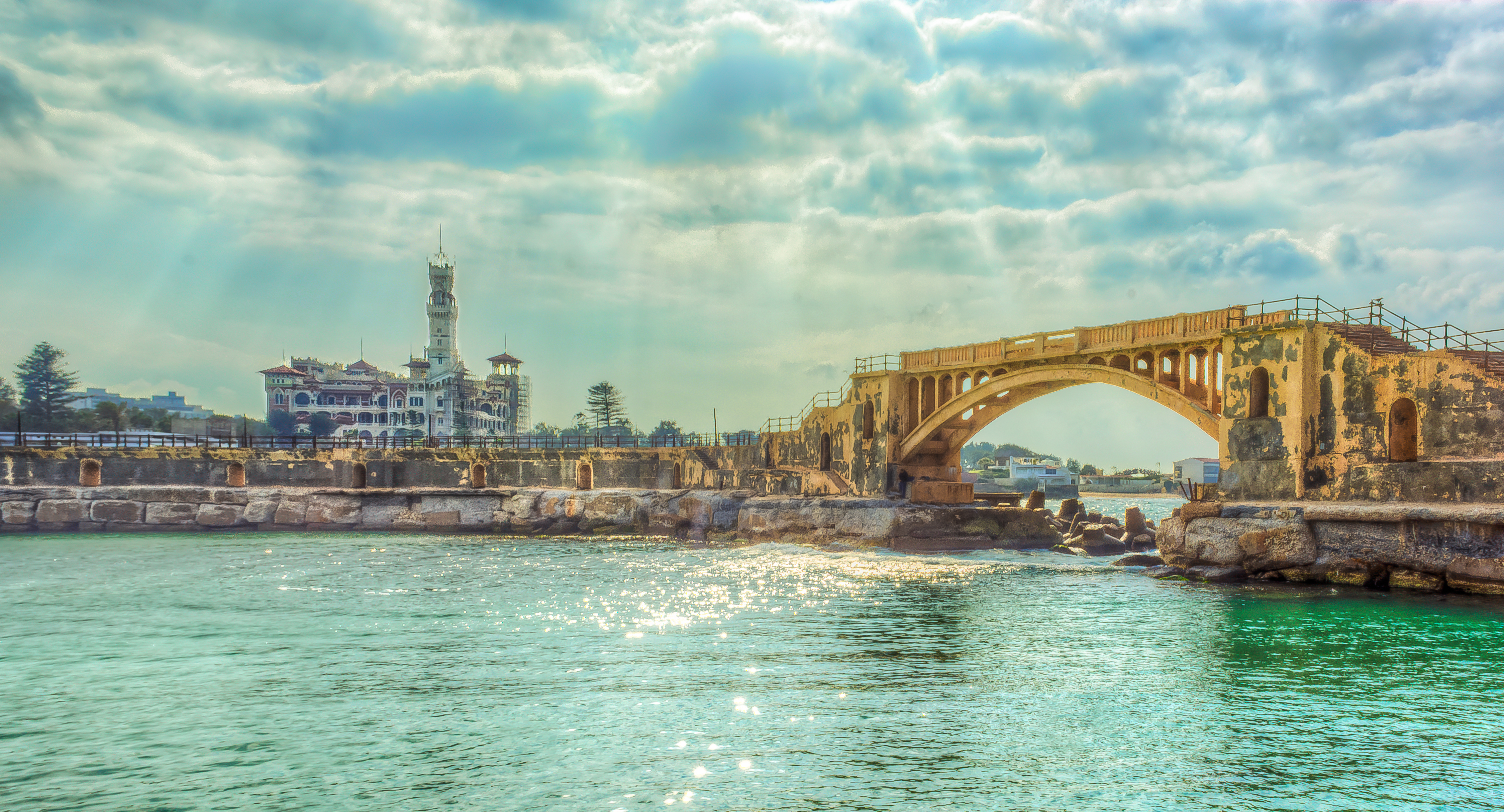
جزيرة الشاي
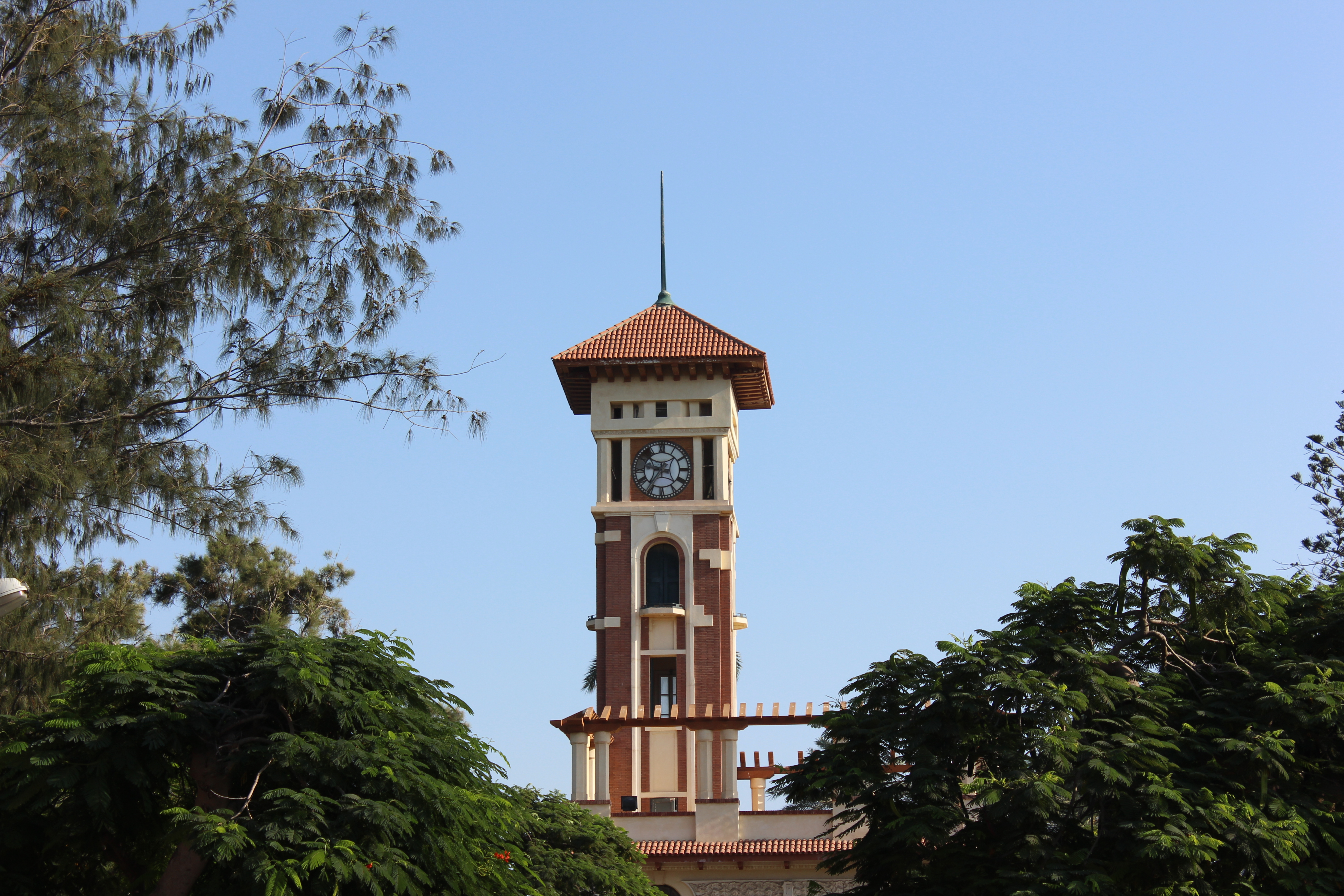
برج الساعة
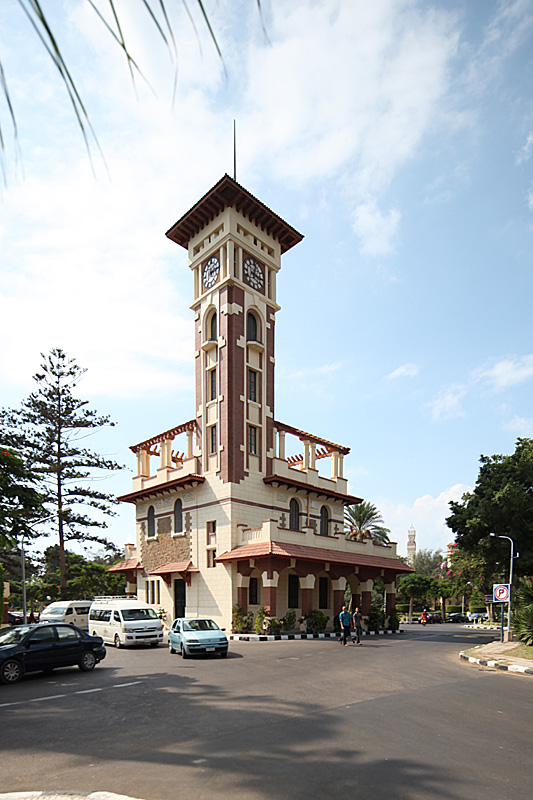
برج الساعة
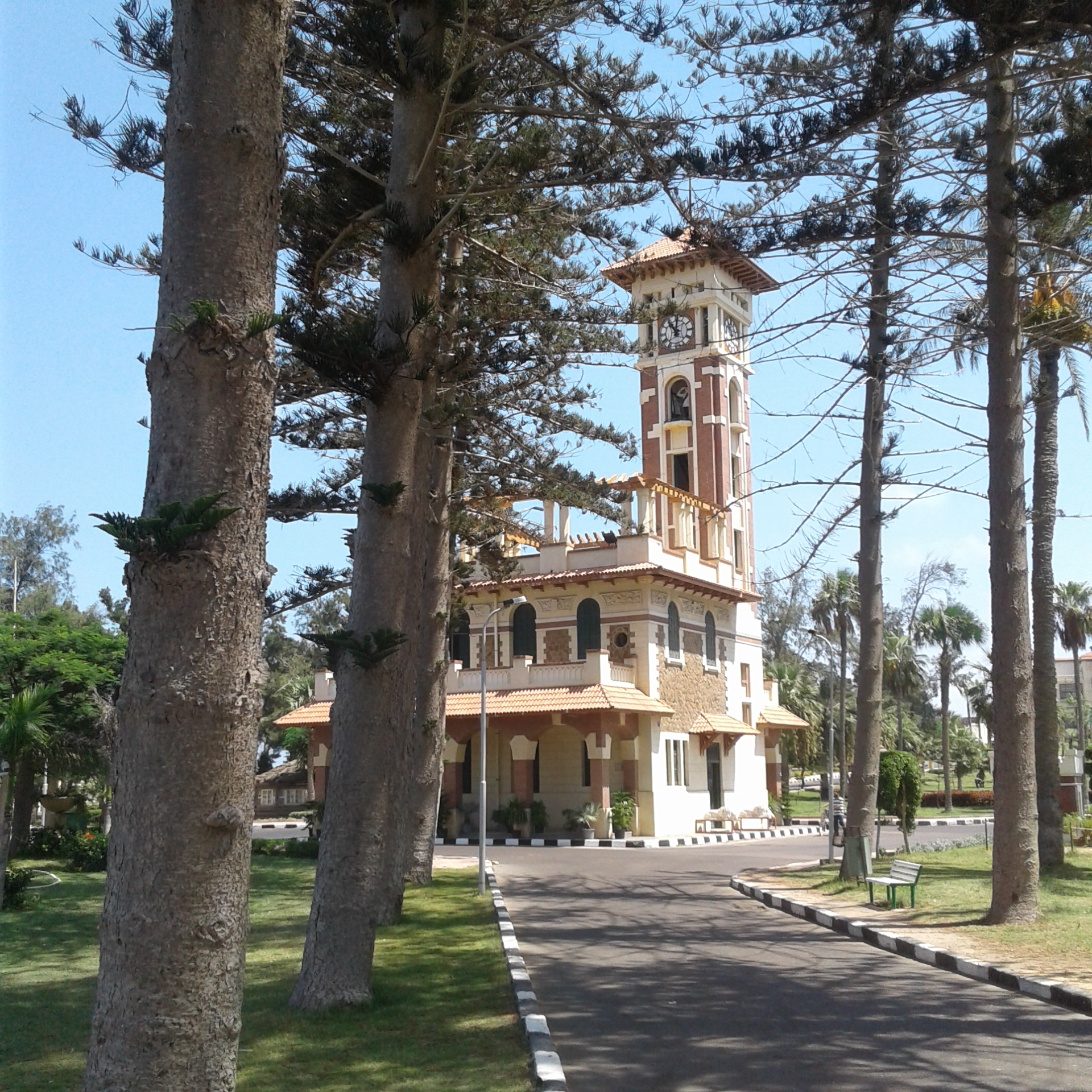
برج الساعة
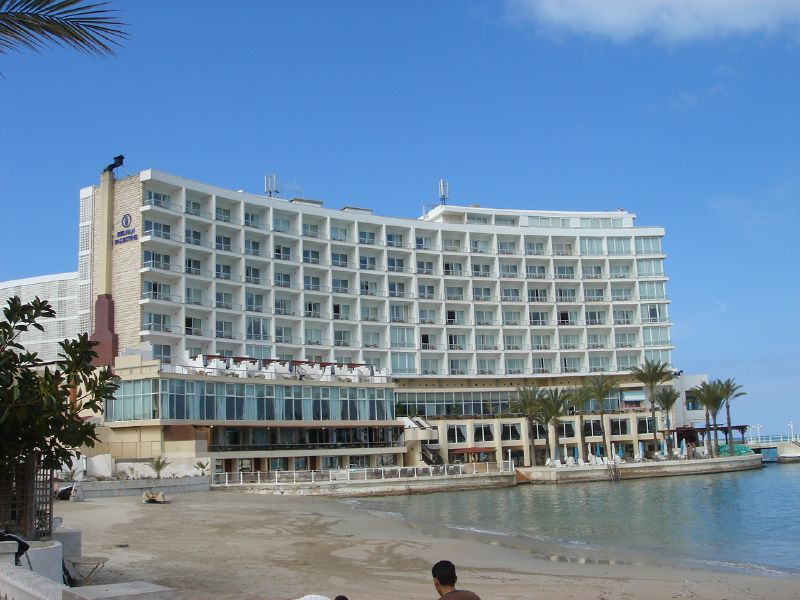
فندق فلسطين
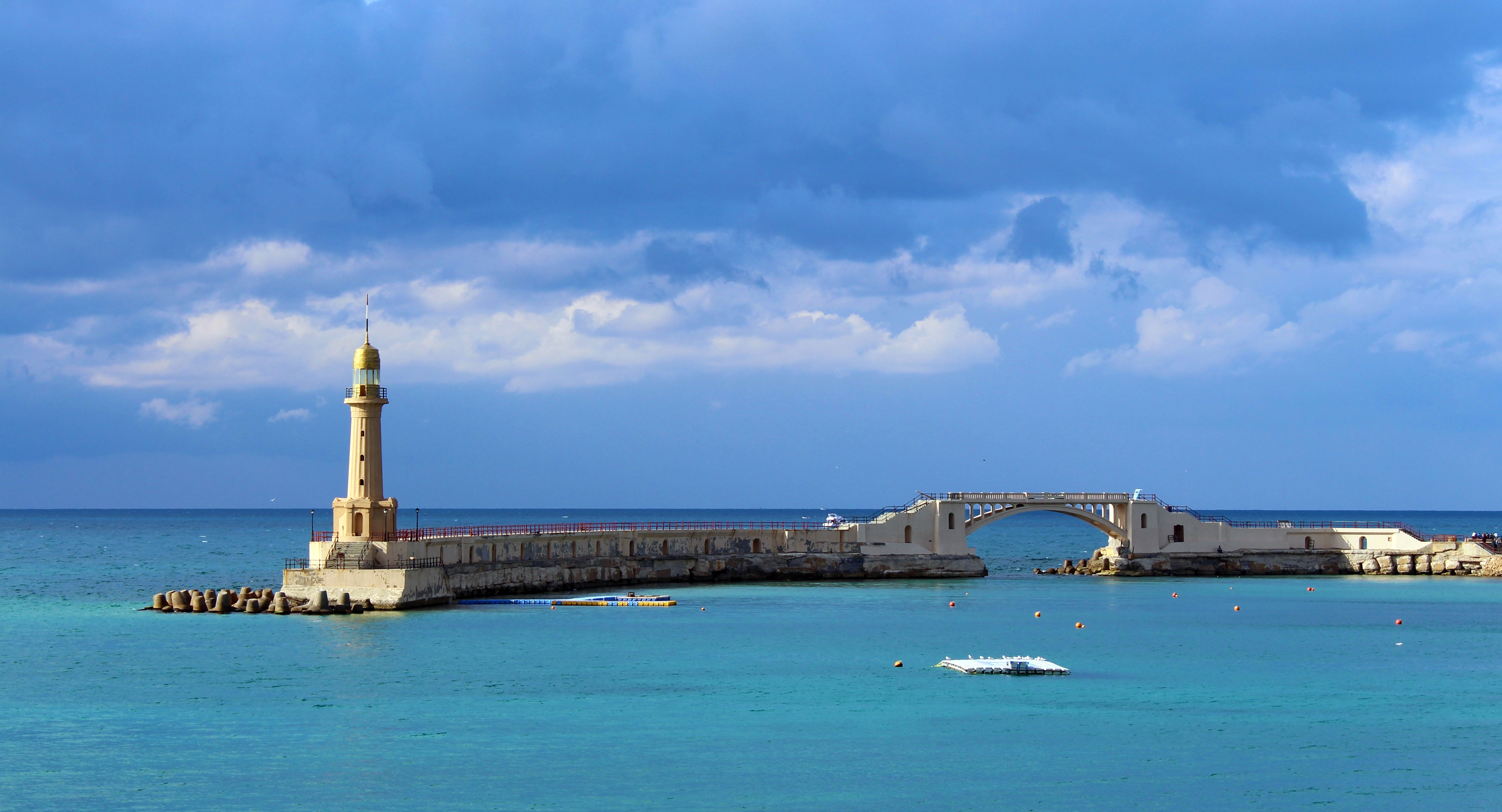
مَنارة السَفن
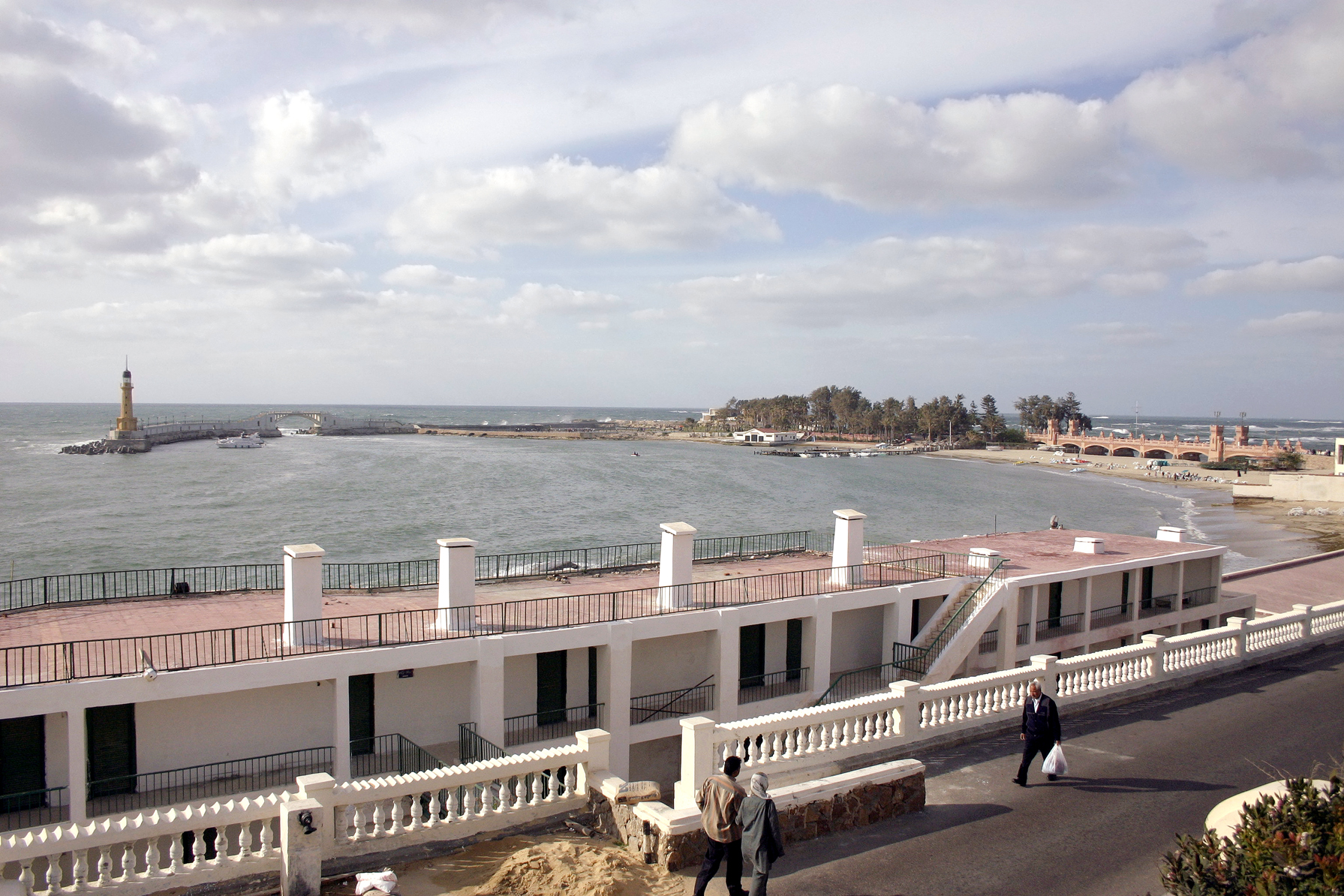
شاطئ عايدة
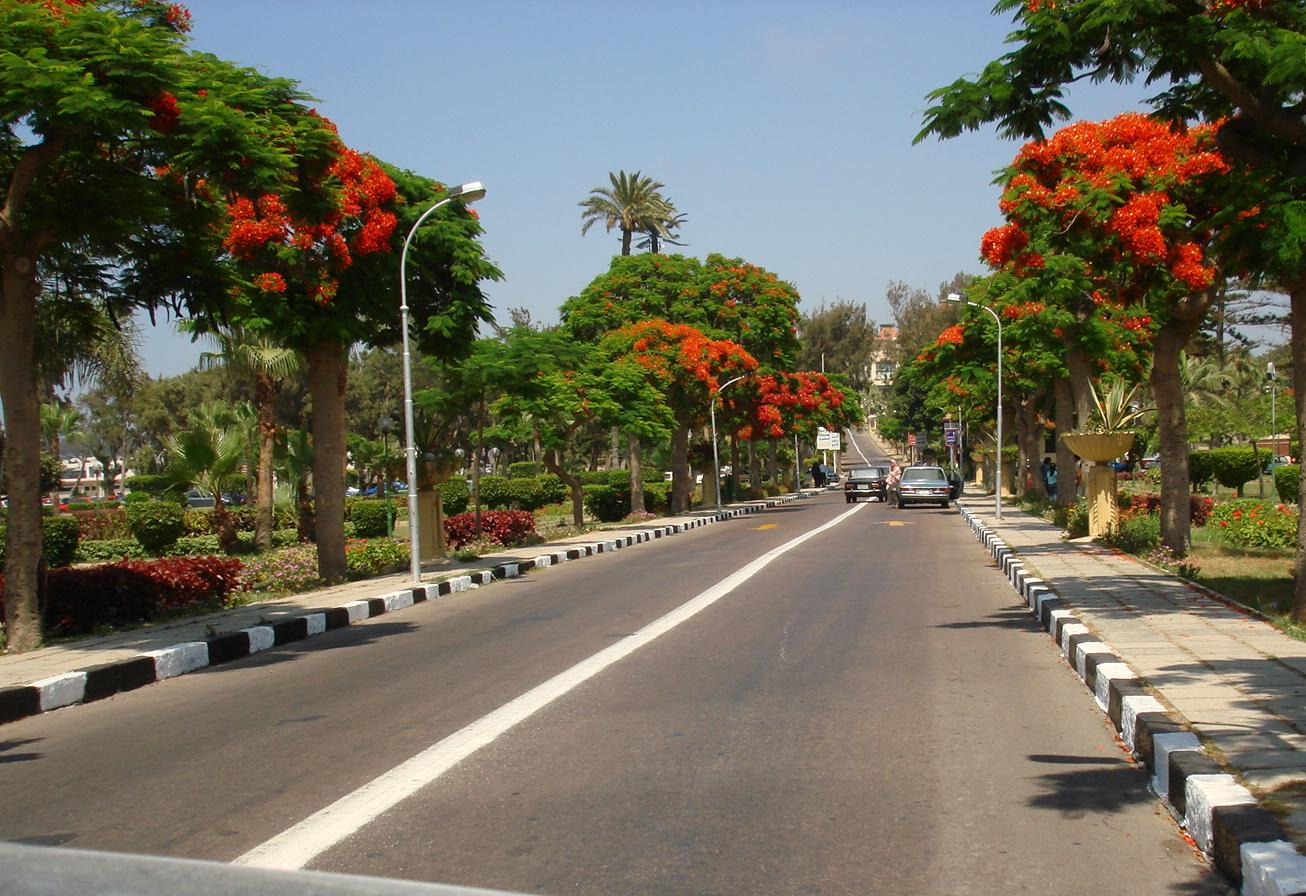
طريق مؤدية لداخل الحدائق
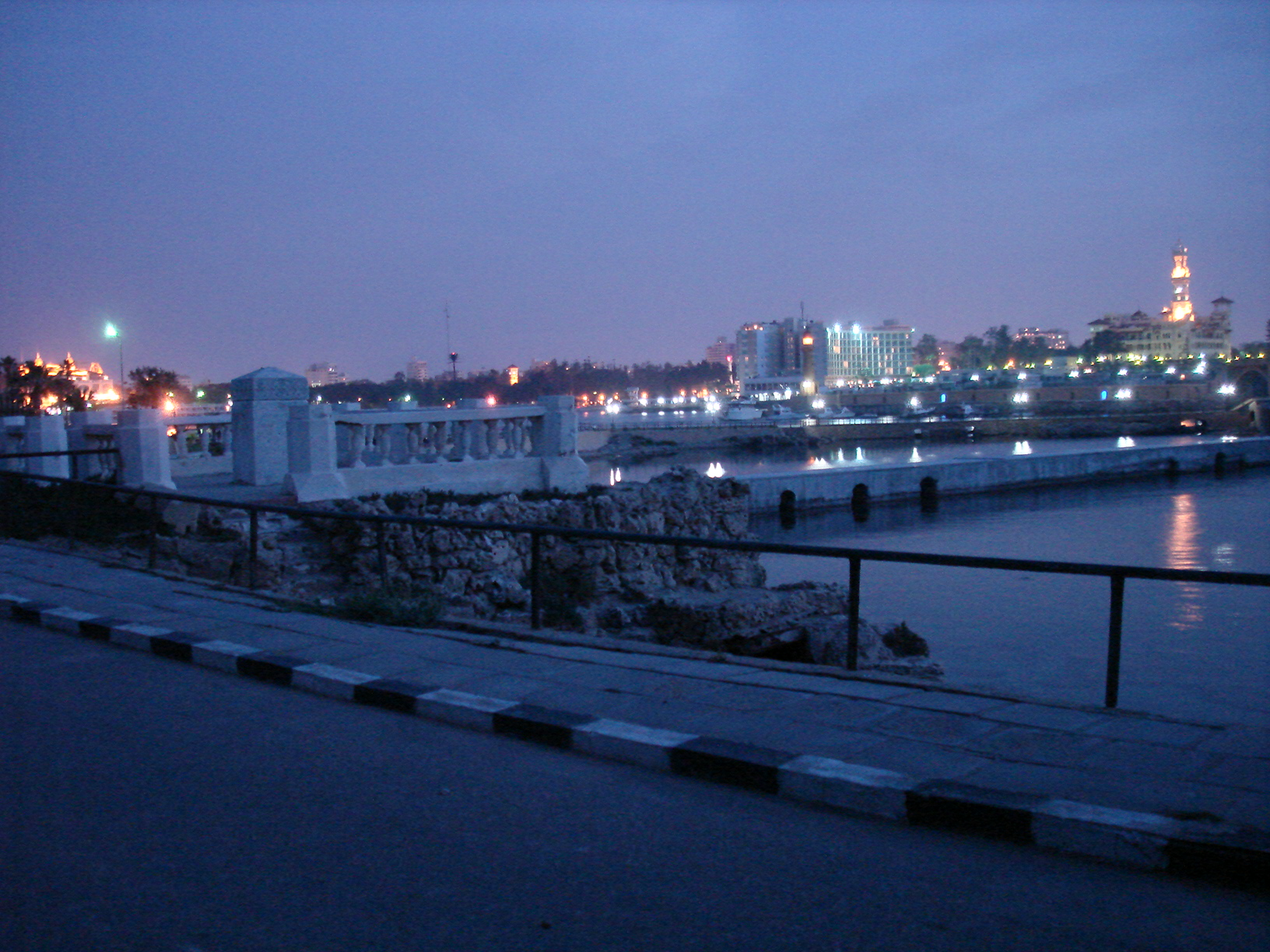
جزء من شاطئ خليج المنتزه ويبدو فندقي " السلاملك بالاس "و" هلنان فلسطين "
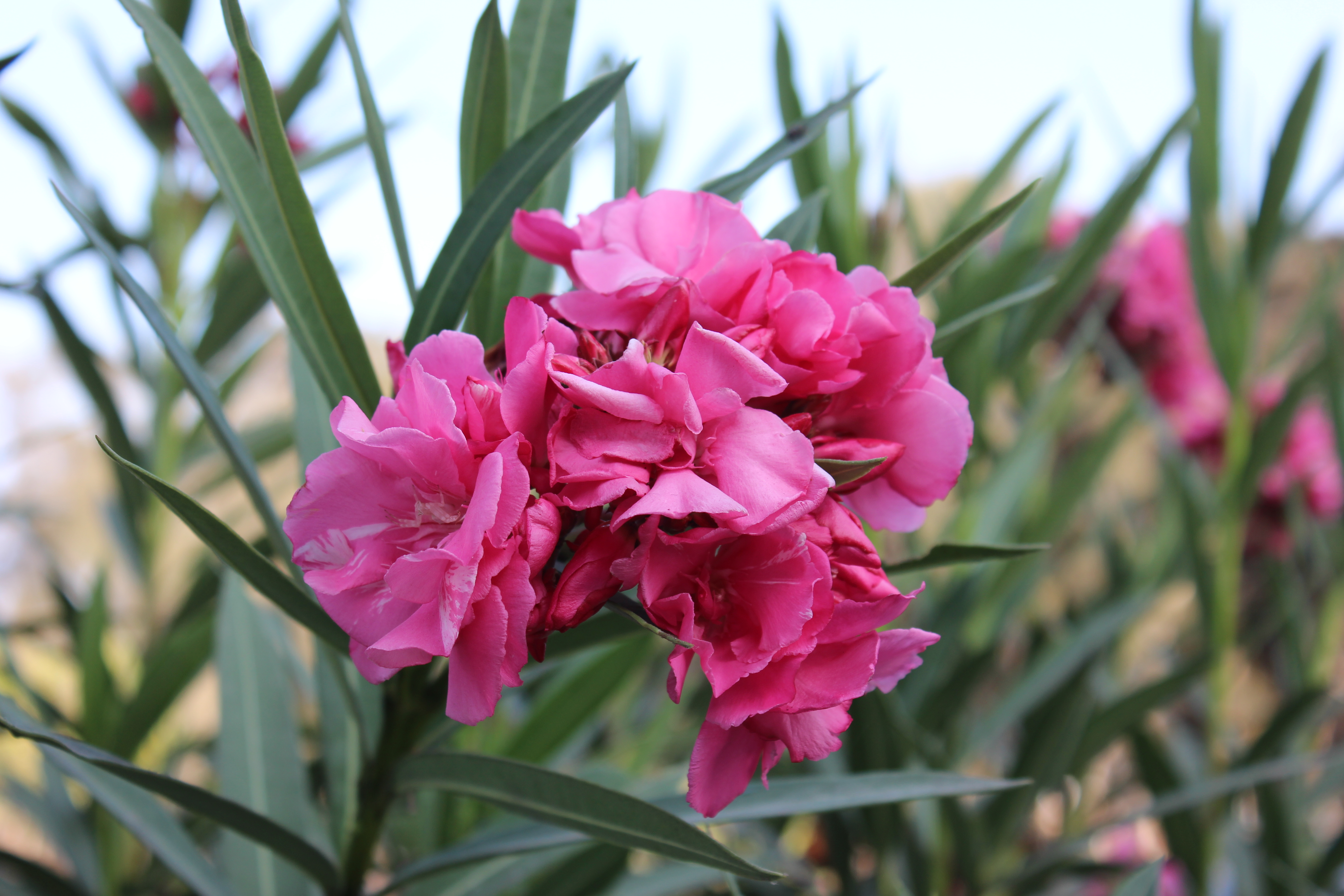
زهرة وردية في حدائق المنتزه بالاسكندرية.
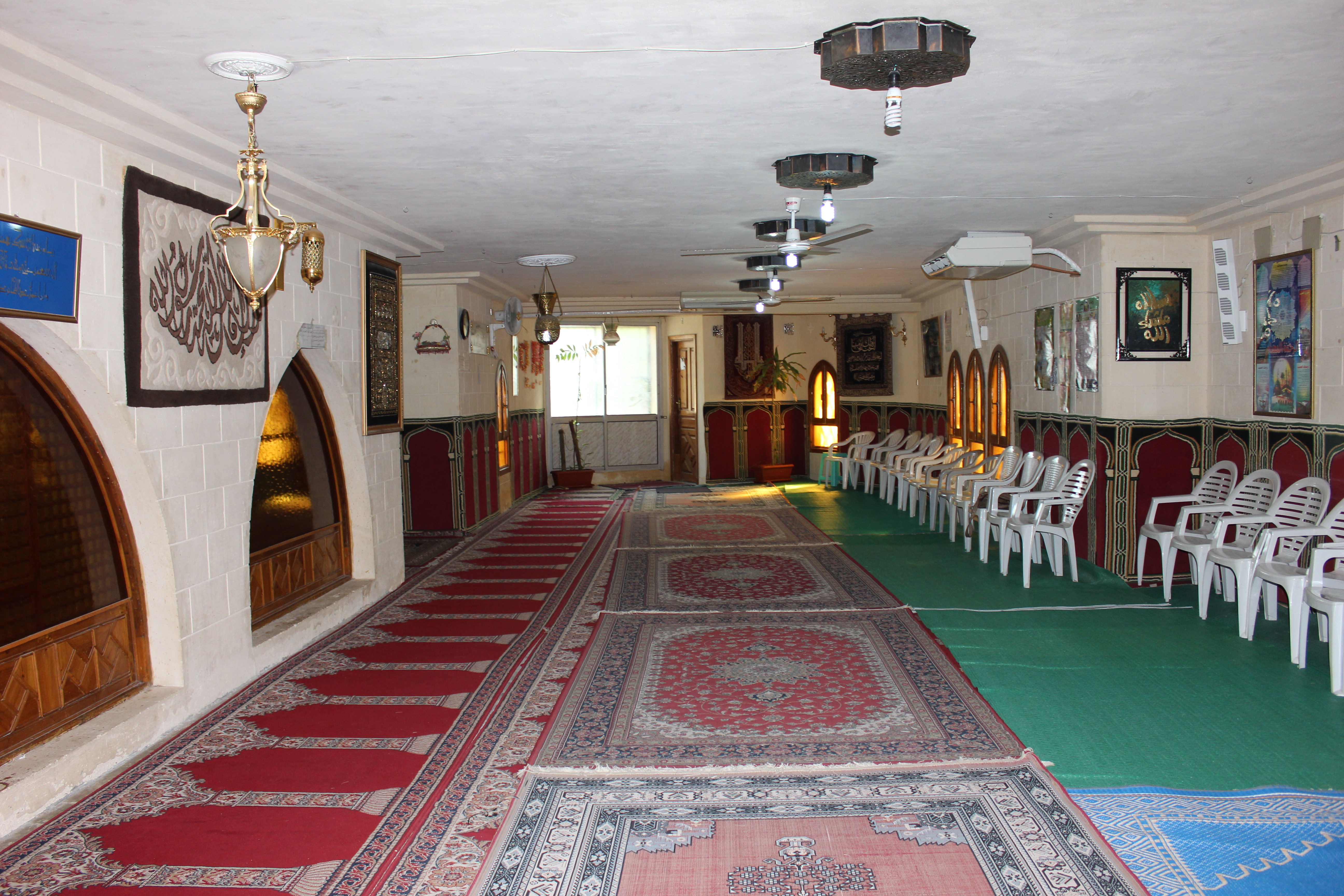
مسجد شيواه ناز
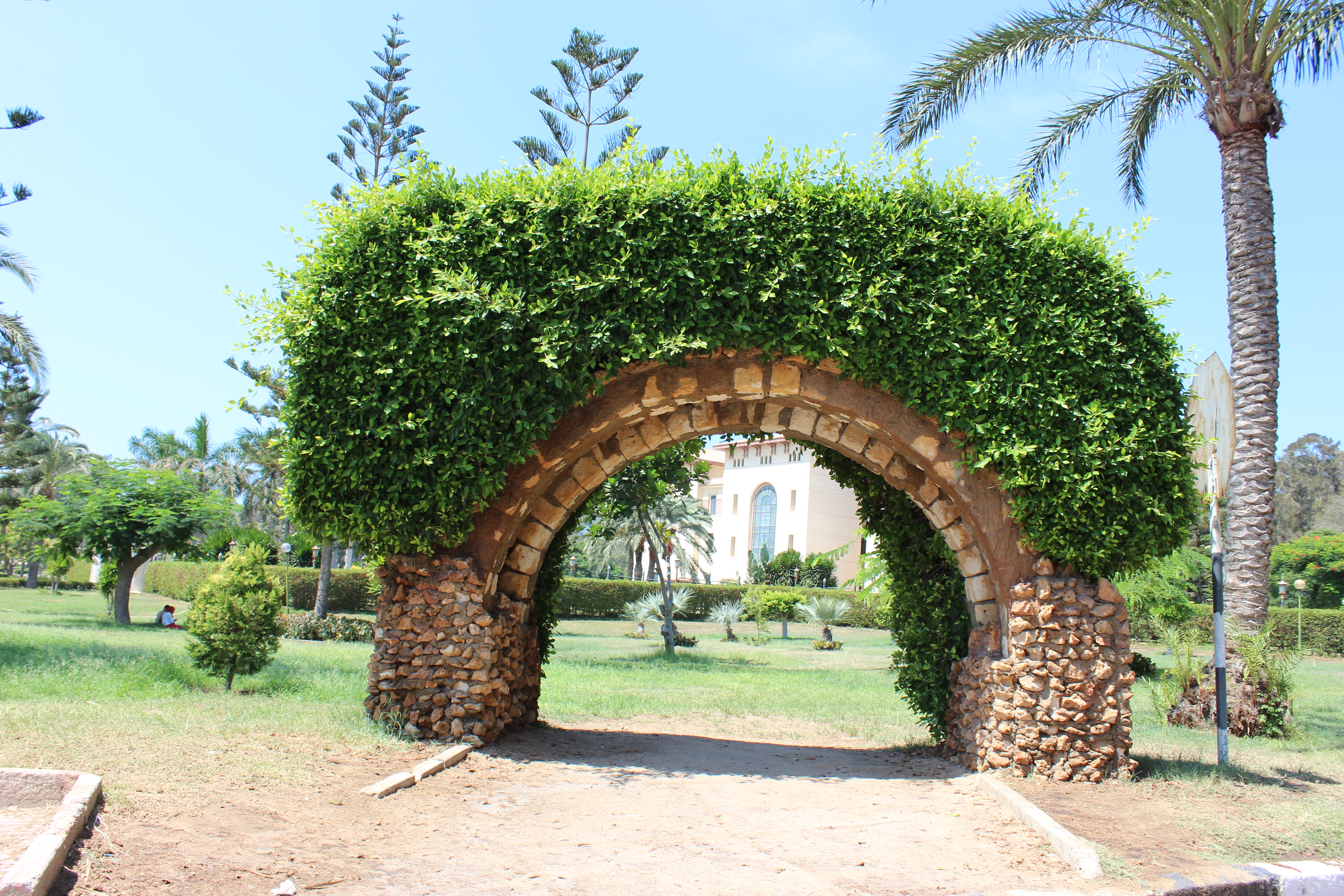
الحدائق
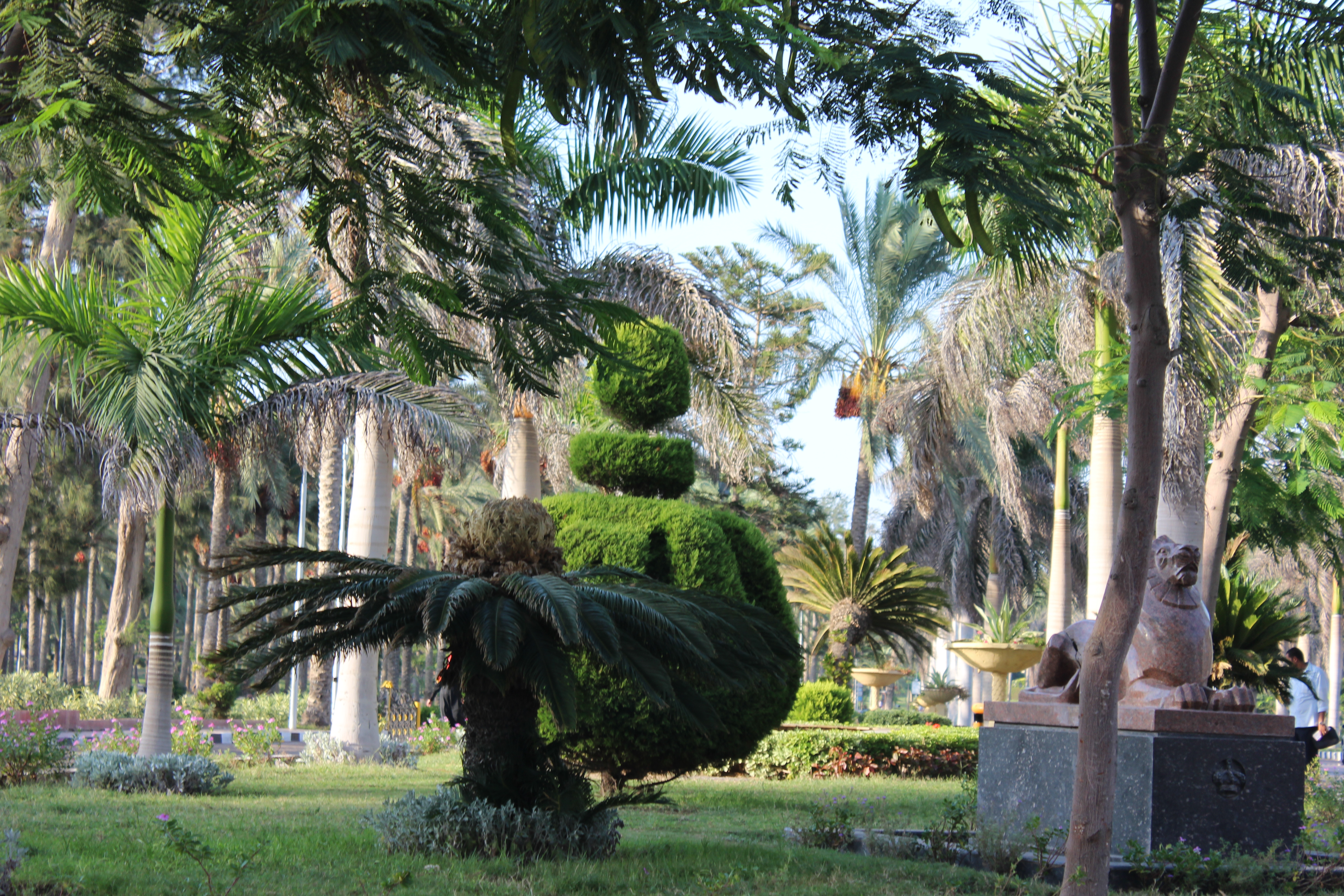
الحدائق
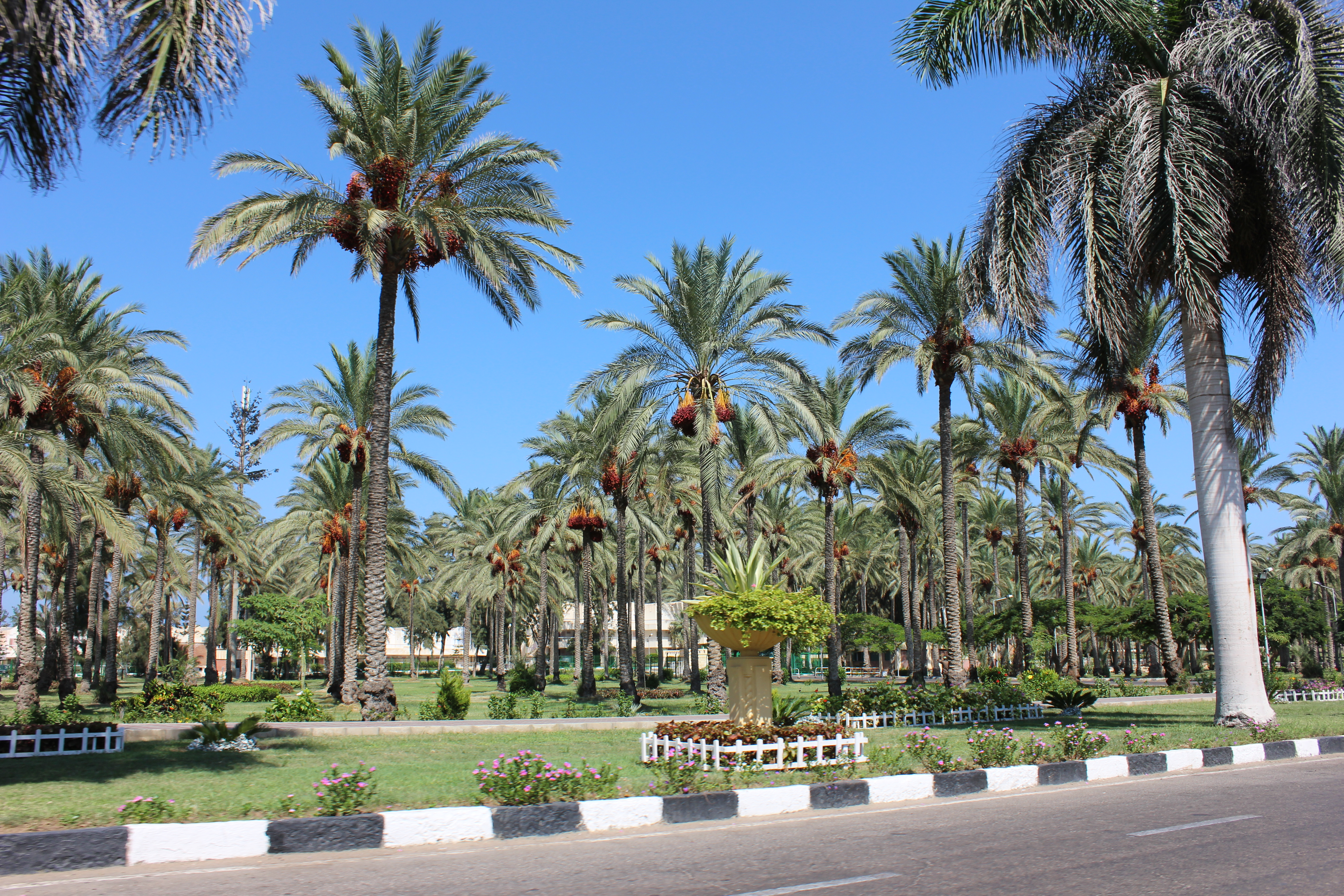
الحدائق
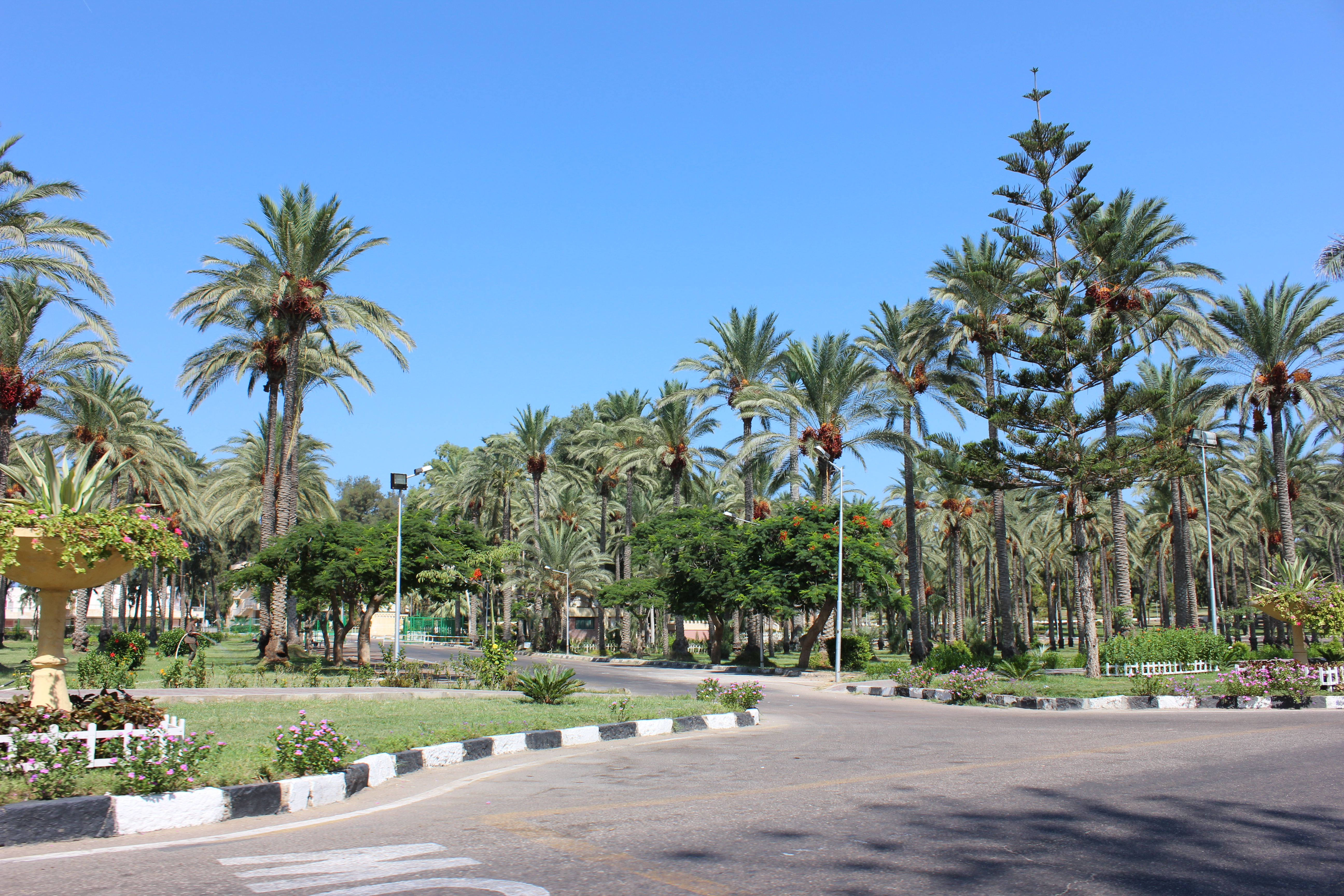
الحدائق
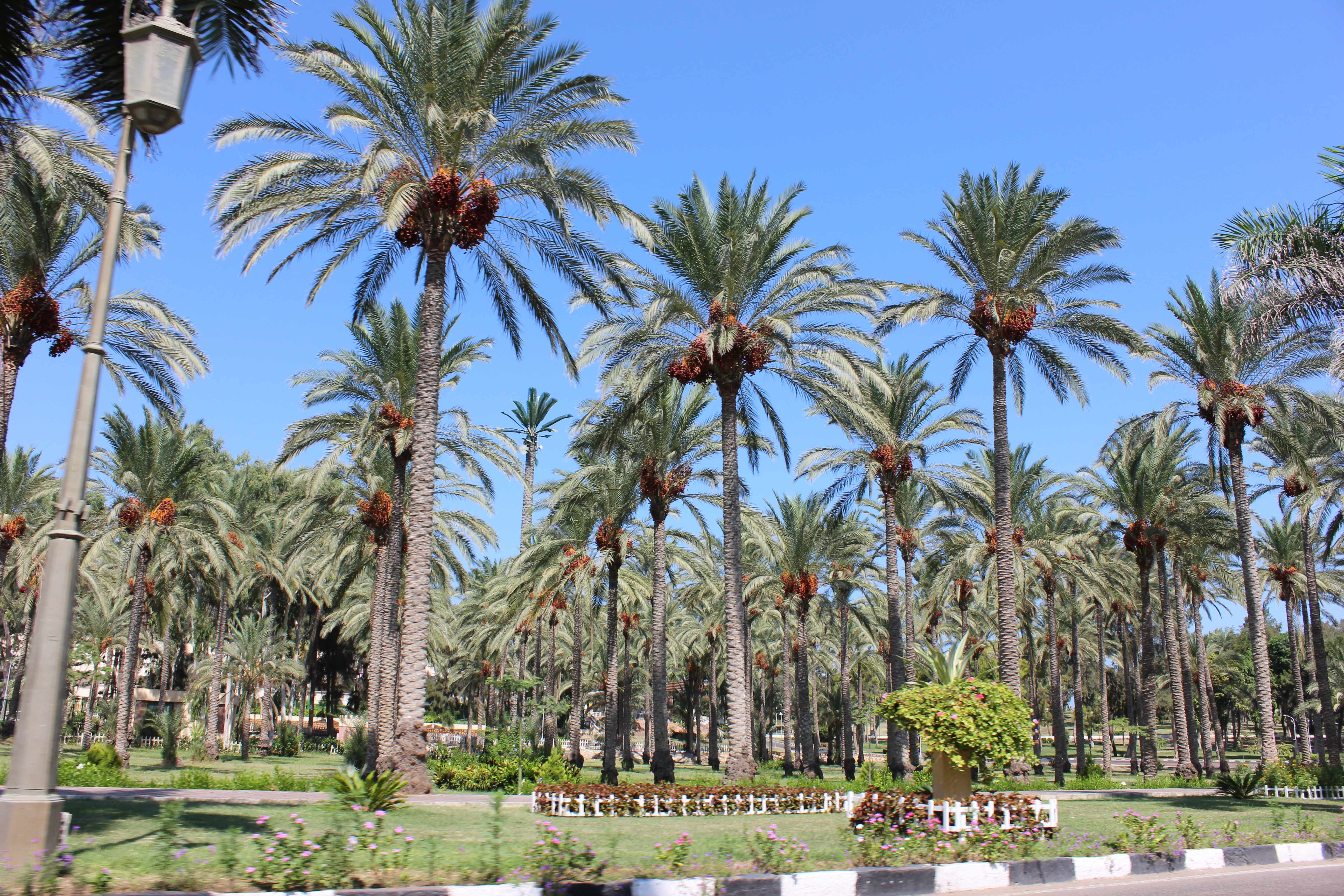
الحدائق
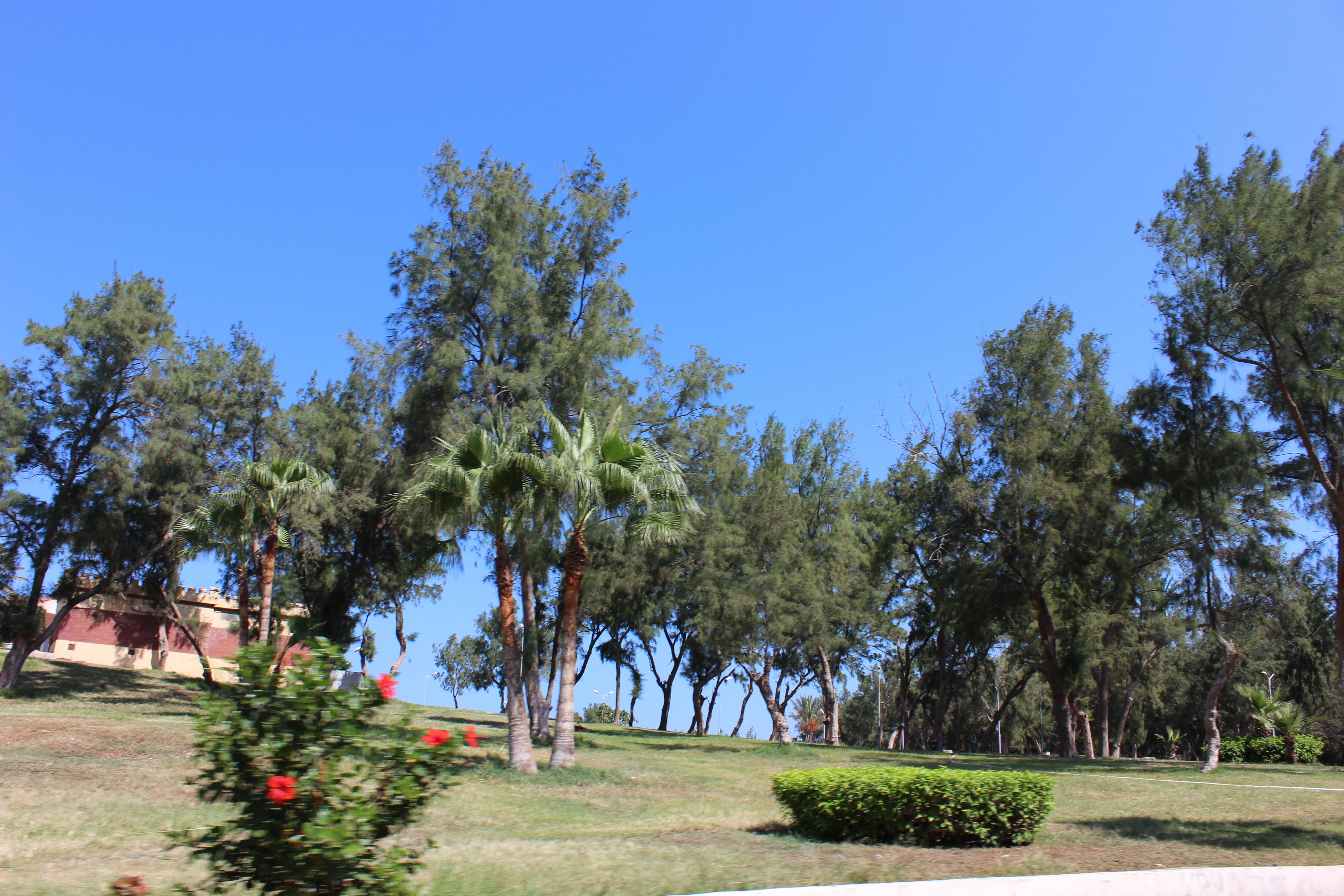
الحدائق
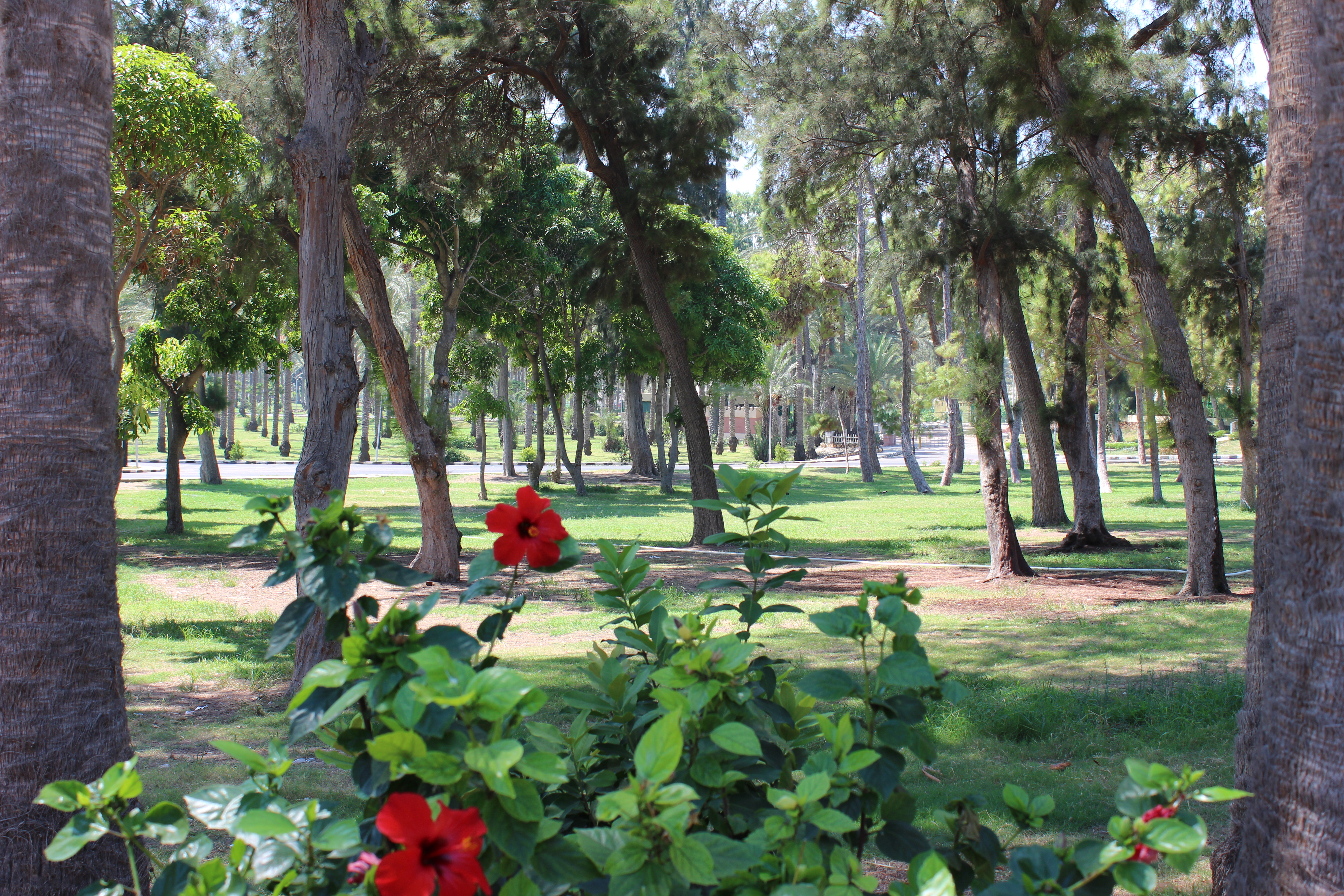
الحدائق
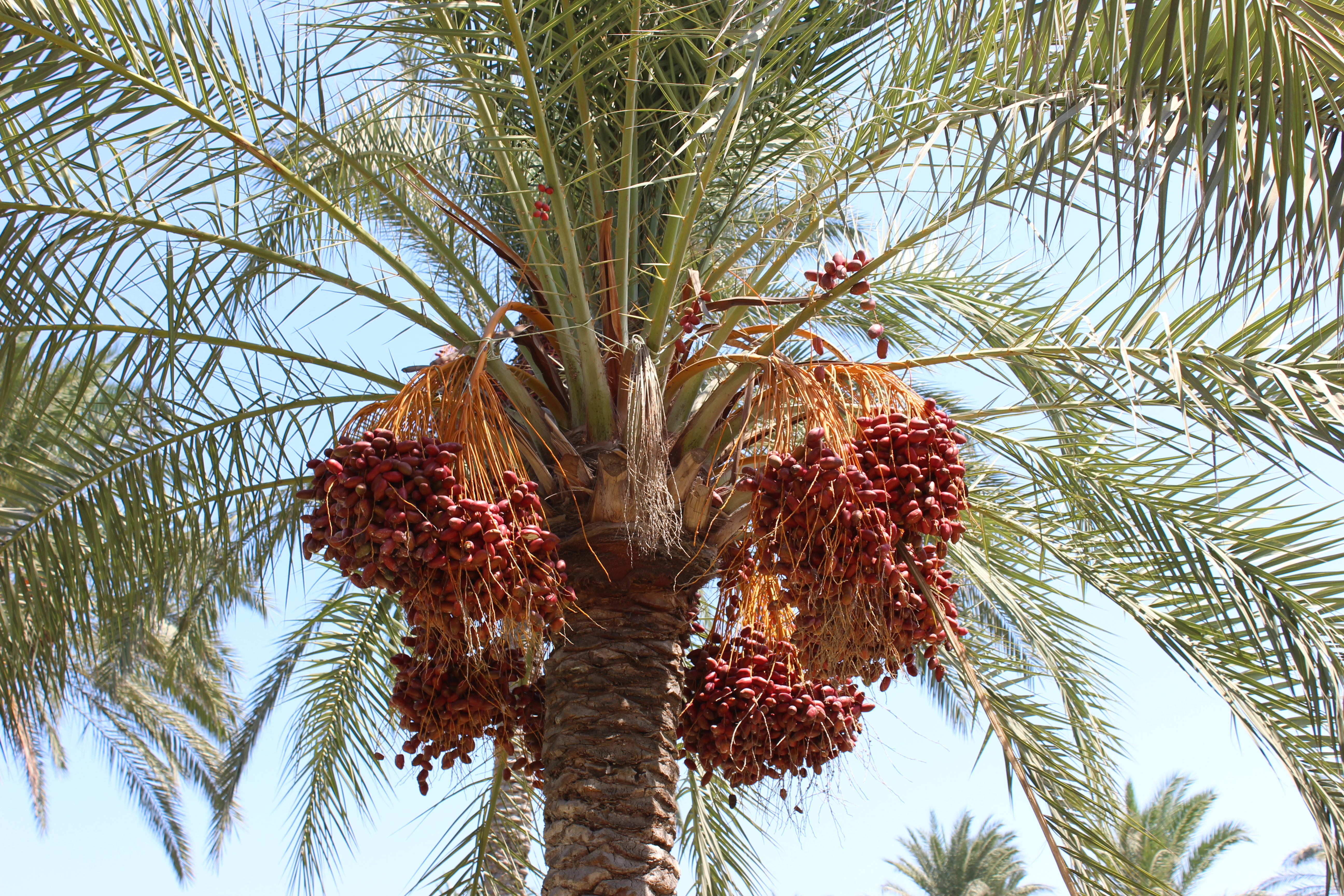
الحدائق
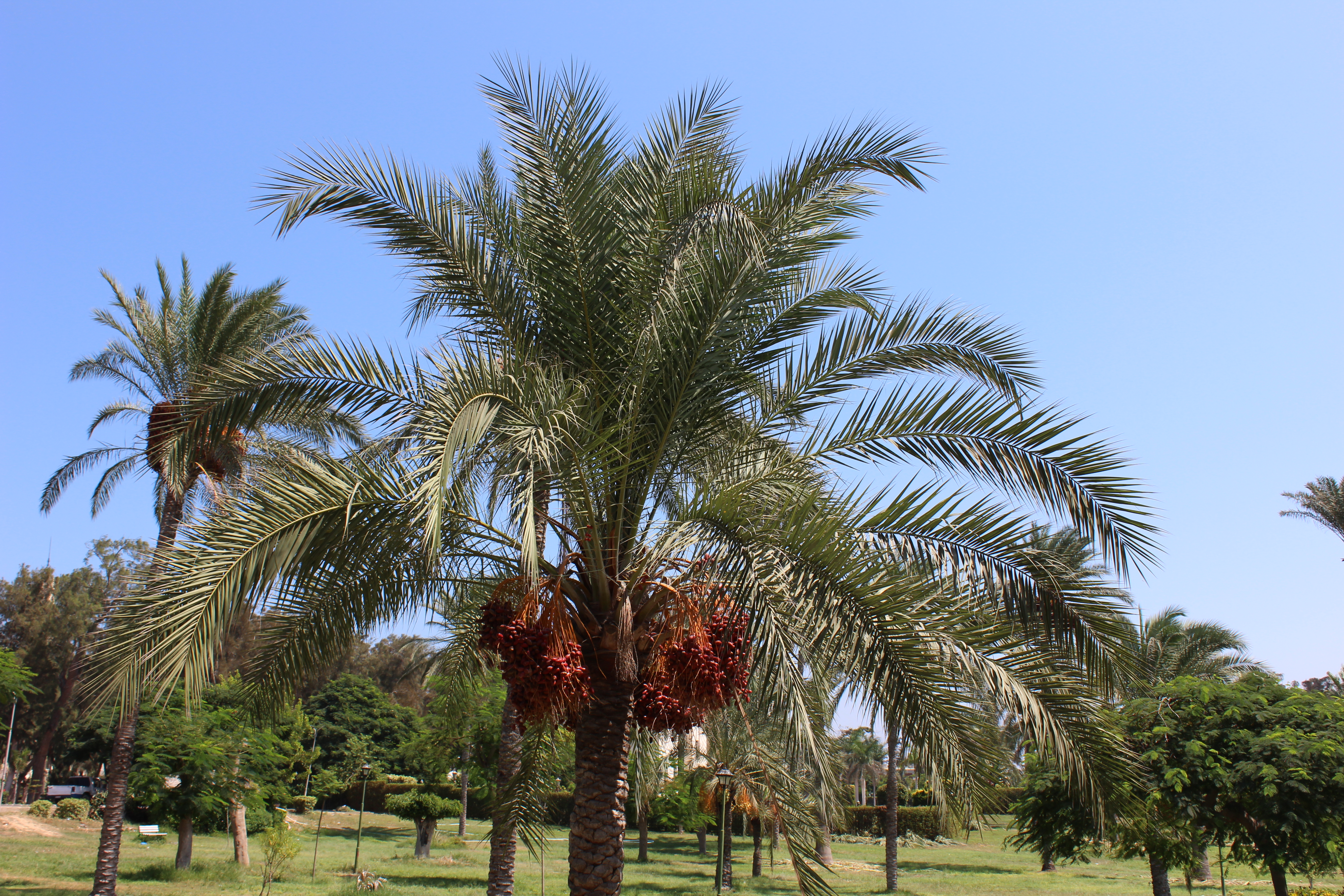
الحدائق
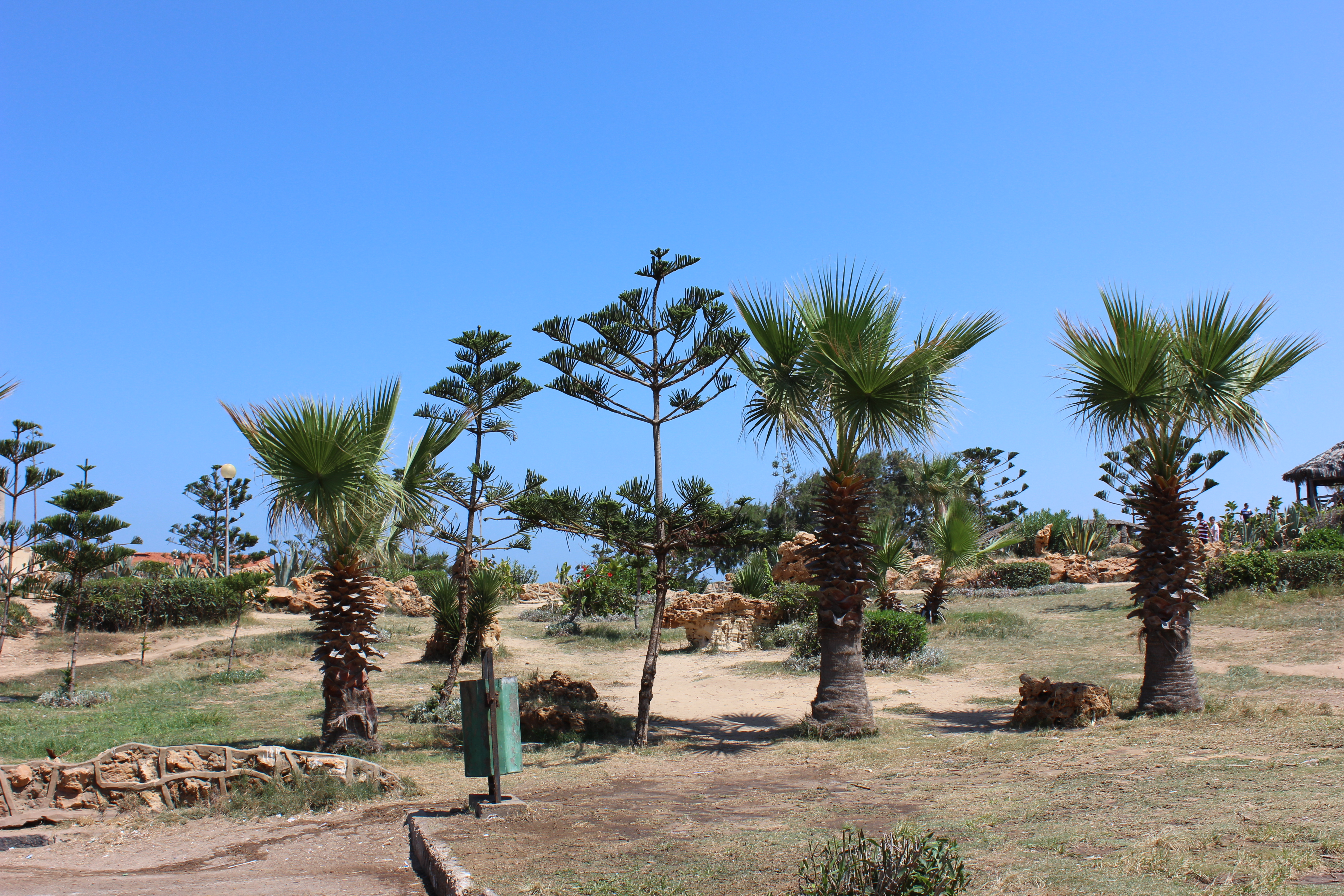
الحدائق
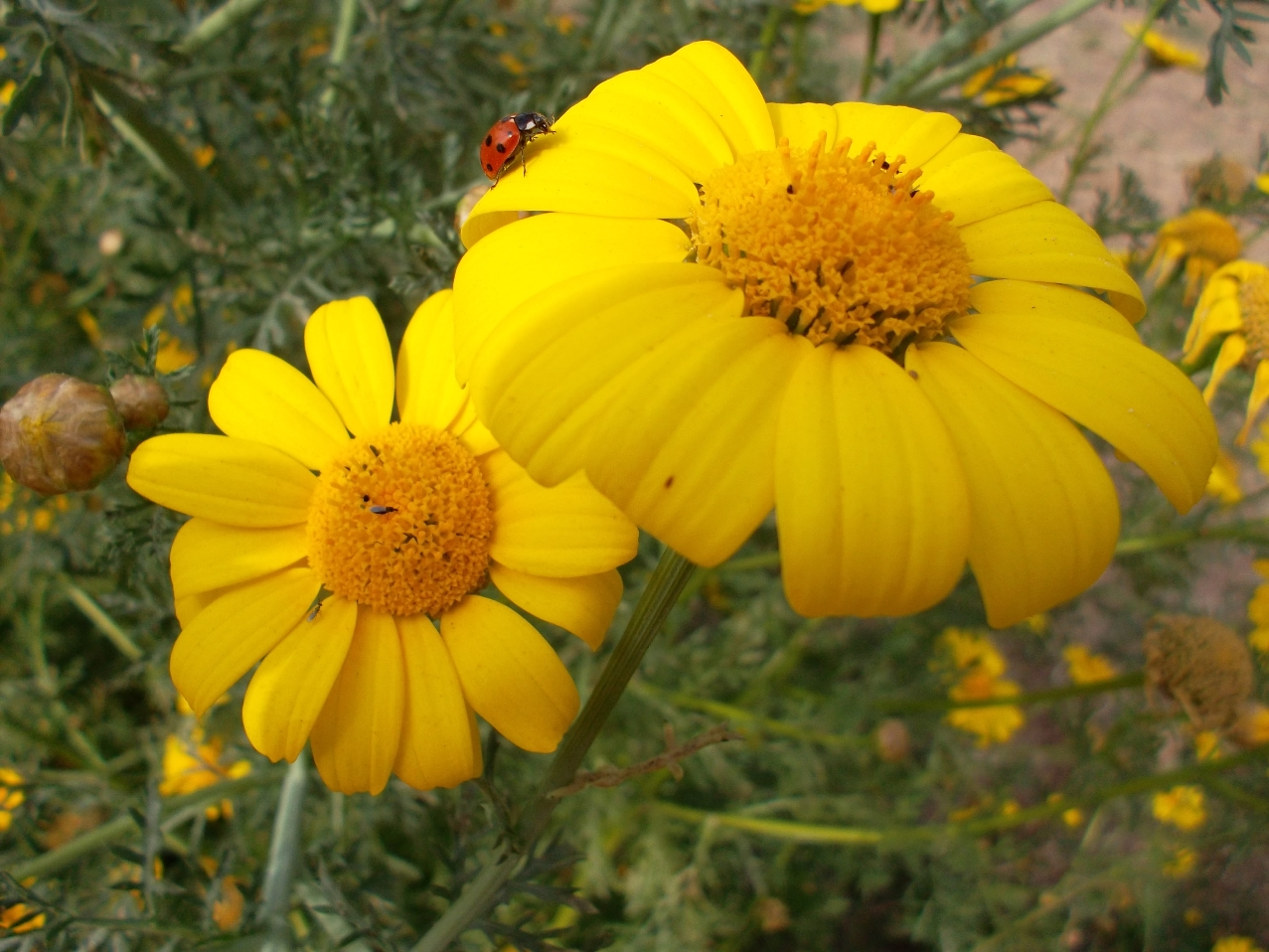
زهرة صفراء في فصل الربيع
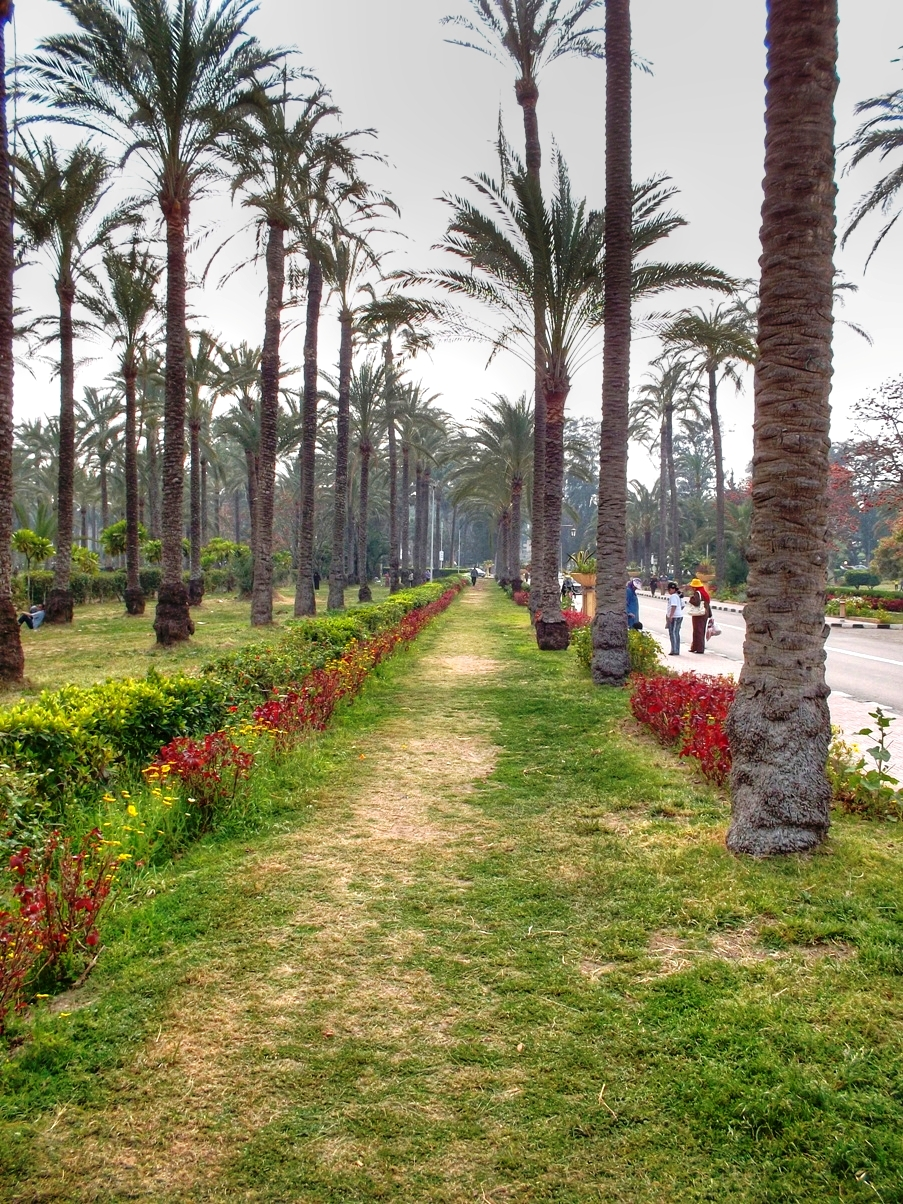
الحدائق

## وصلات خارجية
- فيديو عن قصر الحرملك على موقع يوتيوب.